# Confédération des XXII cantons
1814–1848
Entités précédentes :
- Confédération suisse (des XIX cantons)
- Empire français (départements du Haut-Rhin et du Simplon)
- République de Genève
- Principauté de Neuchâtel

Entités suivantes :
- État fédéral de 1848

La Confédération des XXII cantons est l'une des étapes de formation de la Confédération suisse, la période entre la fin de la domination française en 1813 et la création de l'État fédéral de 1848.
À la suite de la chute du Premier Empire français et du régime de la  Médiation, le pays rejoint la Sainte-Alliance mise en place par l'Autriche, mais reste neutre pendant les Cent-Jours, si ce n'est une incursion de quelques mois dans le pays de Gex, ce qui marque le dernier engagement des troupes suisses à l'étranger. Les Français partis, plusieurs cantons, partiellement appuyés par les puissances européennes, s'empressent de restaurer l'Ancien Régime alors que l'existence des nouveaux cantons, en particulier l'Argovie, que Berne veut récupérer, est menacée. 
Dans ce contexte, un nouveau pacte fédéral est finalement signé entre tous les cantons le 7 août 1815, établissant une Confédération suisse constituée de cantons indépendants liés entre eux par un seul traité commun et non plus par un réseau d'alliances hétérogènes. Au Congrès de Vienne, les puissances européennes reconnaissent la neutralité perpétuelle du pays le 20 mai 1815  et lui octroient trois nouveaux cantons : le Valais, Genève — auquel la France et le royaume de Sardaigne attribuent quelques territoires afin de lui assurer une continuité territoriale — et Neuchâtel, qui demeure néanmoins une principauté prussienne, fondant ainsi la Confédération des XXII cantons dont les frontières ne subiront dès lors plus de modifications majeures.
À la suite de la révolution française de 1830, certains cantons démocratisent progressivement leurs constitutions alors qu'une guerre civile éclate entre la ville de Bâle et sa campagne, obligeant l'armée à intervenir et provoquant la séparation du canton en deux demi-cantons.
Dans les années suivantes, le Parti radical-démocratique connaît une forte croissance dans plusieurs cantons urbains et protestants où ses élus font passer des mesures anticatholiques et anticonstitutionnelles, poussant sept cantons catholiques à conclure une alliance secrète en 1845 et à rechercher une entente séparée avec l'Autriche, actes contraires à la constitution. En 1847, le parlement ordonne la dissolution de ce Sonderbund ; devant le refus des cantons concernés, une guerre civile de trois semaines éclate et voit la défaite des cantons catholiques suivie par la mise en place puis l'adoption d'une nouvelle constitution en 1848, qui ne sera remaniée de façon radicale qu'en 1874 puis en 1999.

## De XIX à XXII cantons
Au sortir du régime de la Médiation introduit par Napoléon Ier qui définissait une Confédération des XIX cantons, plusieurs changements territoriaux ont lieu, en particulier induits par le congrès de Vienne réuni par les européens. Parmi ces changements, le pays se voit adjoindre trois nouveaux cantons, ceux du Valais, de Neuchâtel et de Genève ; dans le même temps, plusieurs territoires alliés à l'ancienne confédération des XIII cantons sont définitivement attribués à la France ou à l'Autriche.

### Le canton du Valais

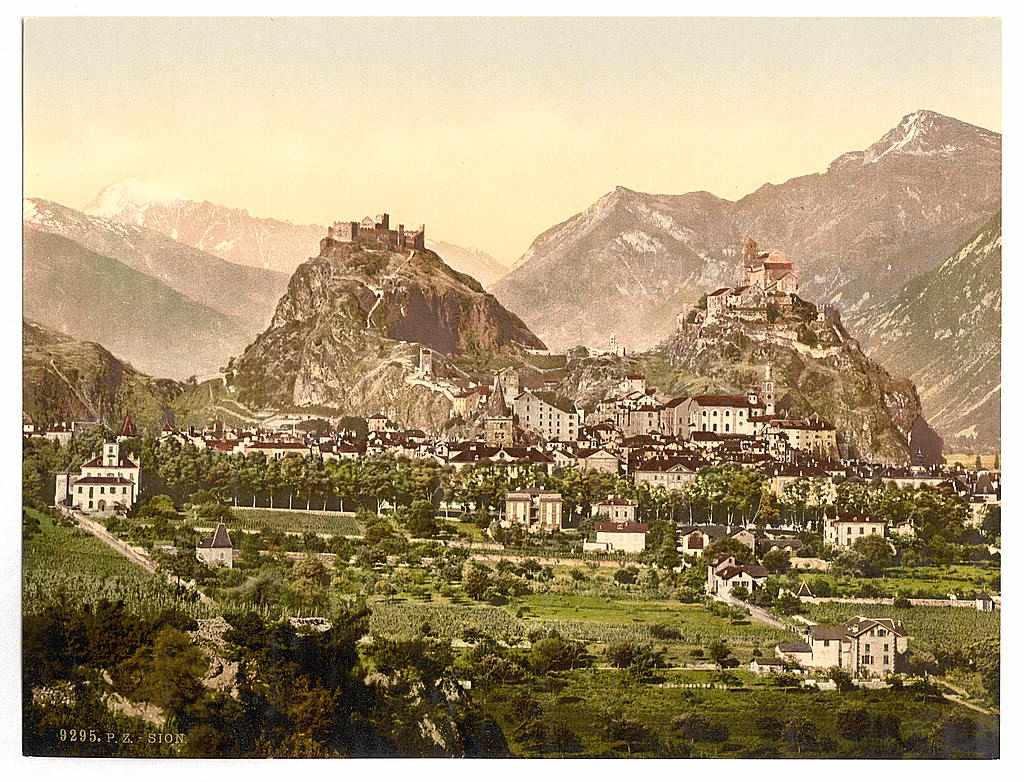
Les collines de Valère et Tourbillon à Sion.

Après le départ de l'administration française le 24 décembre 1813, l'ancien département du Simplon redevient une république valaisanne dirigée par un gouvernement provisoire sous le contrôle de l'armée autrichienne qui reste en place jusqu'en mai 1814. Ce gouvernement provisoire préconise alors un retour à la situation politique et économique d'avant 1798, avec en particulier la domination du Haut-Valais, essentiellement alémanique et peuplé alors de 33 000 personnes réparties en huit dizains, sur le Bas essentiellement romand et comprenant 43 000 habitants groupés en quatre dizains seulement. De leur côté, les Bas-Valaisans, refusant la restauration du vote par dizains à la Diète valaisanne, envoient Charles-Emmanuel de Rivaz à Zurich pour négocier ; celui-ci obtient la création de trois dizains supplémentaires pour le Bas-Valais, portant ainsi leur nombre à sept.
L'acceptation par le peuple valaisan, le 12 mai 1815, de la nouvelle constitution convainc la Diète fédérale qui accepte le Valais comme XXe canton suisse à la satisfaction des puissances européennes qui désiraient que la route du Simplon soit sous la protection de la Confédération. Le territoire est alors divisé en treize dizains, dont les sept composant le Haut-Valais sont politiquement prépondérants par leur représentation plus importante à la Diète, chaque dizain envoyant quatre députés à la Diète cantonale où quatre voix sont également attribuées à l'évêque de Sion, traditionnellement originaire du Haut-Valais.

### Le canton de Neuchâtel

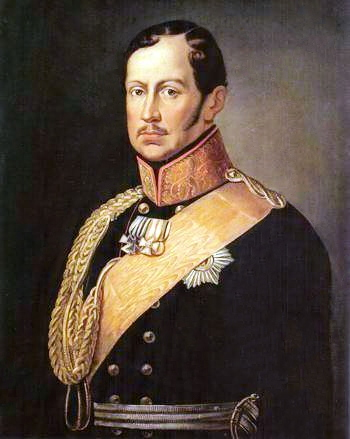
Portrait du roi Frédéric-Guillaume III de Prusse.

En 1805, Neuchâtel, alors principauté prussienne, est donnée par Napoléon au maréchal  Berthier à la suite de la bataille d'Austerlitz. Ce dernier, malgré l'occupation de la ville par l'armée autrichienne dès le 23 décembre 1813, refuse d'abdiquer et se rallie aux Bourbons lors de la Première Restauration, ce qui, couplé au refus du roi Frédéric-Guillaume III de Prusse de renoncer à ce territoire, complique fortement la prise de décision sur le sort de la principauté. Les autorités locales vont alors profiter de la confusion pour négocier un compromis avec le roi de Prusse, obtenant en particulier la promesse de pouvoir rejoindre la Suisse.
Le territoire de la principauté est augmenté de la commune de Cerneux-Péquignot lors du traité de Paris du 30 mai 1814, avant que Berthier n'abdique finalement le 3 juin 1814 et rende le territoire au roi de Prusse. Celui-ci, en application de la négociation, lui donne le 18 juin une constitution monarchique qui confirme les droits du souverain tout en définissant le pays comme « entièrement détaché de la Prusse et habilité à faire partie de la Confédération suisse ». 
Pour le canton de Neuchâtel, admis par la Diète fédérale comme XXIe canton, commence une période d'ambiguïté qui dure jusqu'en 1857 et pendant laquelle il est soumis à une double allégeance. Cette situation va être la cause de plusieurs tensions pendant la première moitié du XIXe siècle entre la Prusse et la Confédération : le parti pro-prussien demande, en 1831 et en 1834, la séparation pure et simple d'avec la Suisse ; le parti pro-suisse déclarant en 1848 que la République neuchâteloise « a été admise dans la grande famille suisse ».

### Le canton de Genève

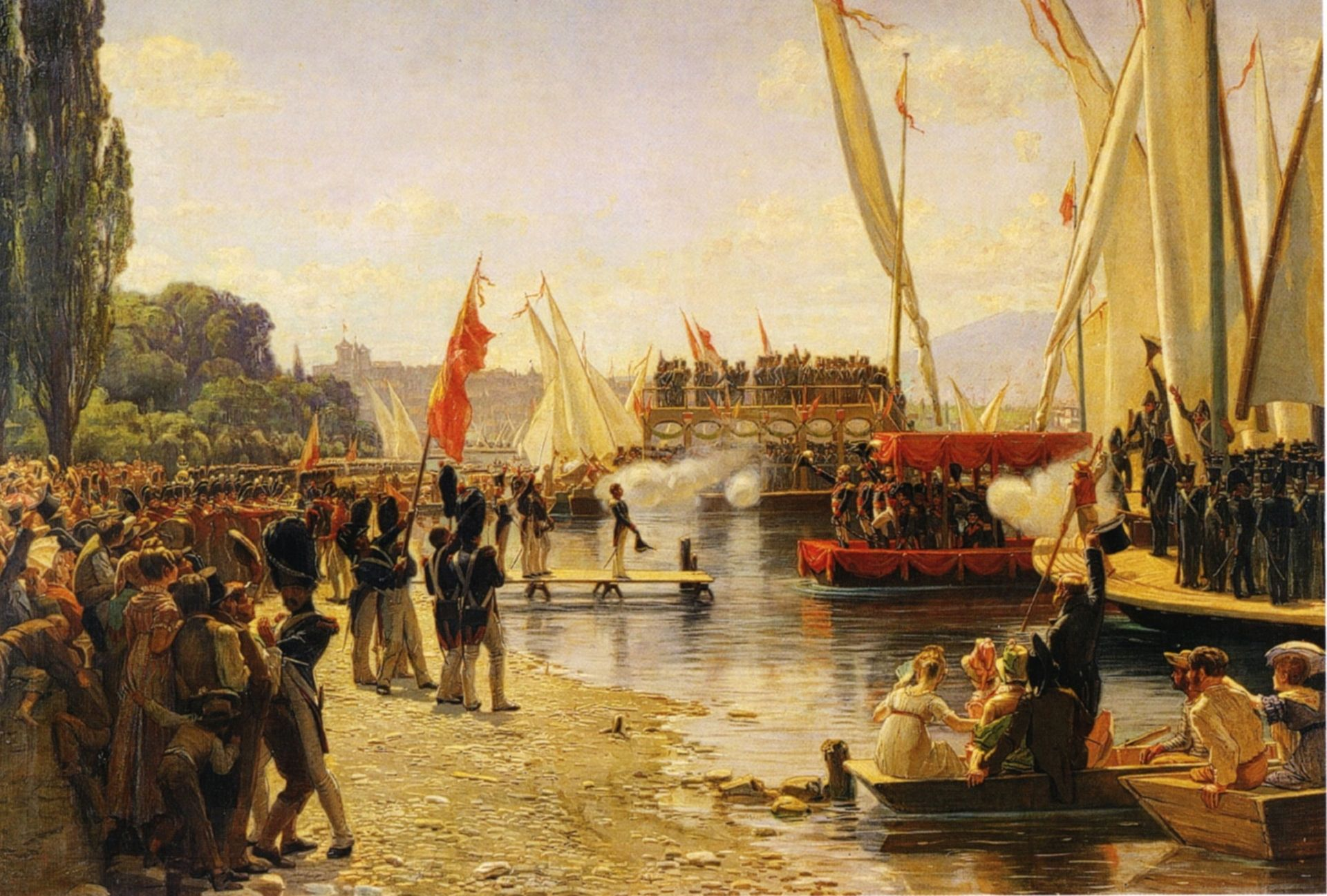
L'arrivée des troupes suisses à Genève, le 1er juin 1814, peinture de Frédéric Dufaux

Ancienne alliée de la Confédération des XIII cantons, la ville de Genève, annexée à la France et chef-lieu du département du Léman pendant quelques années, retrouve son statut indépendant de République le 31 décembre 1813 lorsque l'ancien syndic Ami Lullin, chef du gouvernement, proclame la restauration. Les magistrats de la République se rendent rapidement compte que Genève ne peut plus former un État isolé et se tournent vers leurs anciens alliés en demandant l'entrée dans la Confédération. Cette demande, appuyée par certaines puissances européennes et malgré la crainte de certains des cantons catholiques, est acceptée et devient effective le 19 mai 1815.
Négociateur officiel du gouvernement genevois, Charles Pictet de Rochemont participe aux deux conférences de Paris de 1814 et 1815. S'il n'obtient rien lors de la première des conférences où il se retrouve face à Talleyrand, il aborde la seconde avec le titre officiel de plénipotentiaire de la Diète fédérale et, grâce à l'aide du comte Capo d'Istria, obtient du duc de Richelieu, nouveau négociateur français, le rattachement au canton de Genève de six communes du pays de Gex (dont celles de Versoix et Pregny-Chambésy), évitant ainsi l'enclavement du nouveau canton et lui offrant une liaison directe avec le canton de Vaud. Dans le même temps, Pictet de Rochemont obtient également la création d'une zone démilitarisée en Savoie, ainsi que de zones franches disposant d'un régime douanier spécial. L'année suivante, lors du congrès de Turin, Pictet de Rochemont obtient, en plus d'une vingtaine de communes (dont la ville de Carouge et celle de Lancy) prises sur la Savoie, la reconnaissance officielle de « la neutralité perpétuelle de la Suisse et l'inviolabilité de son territoire ».

### Les autres territoires

#### Le Jura

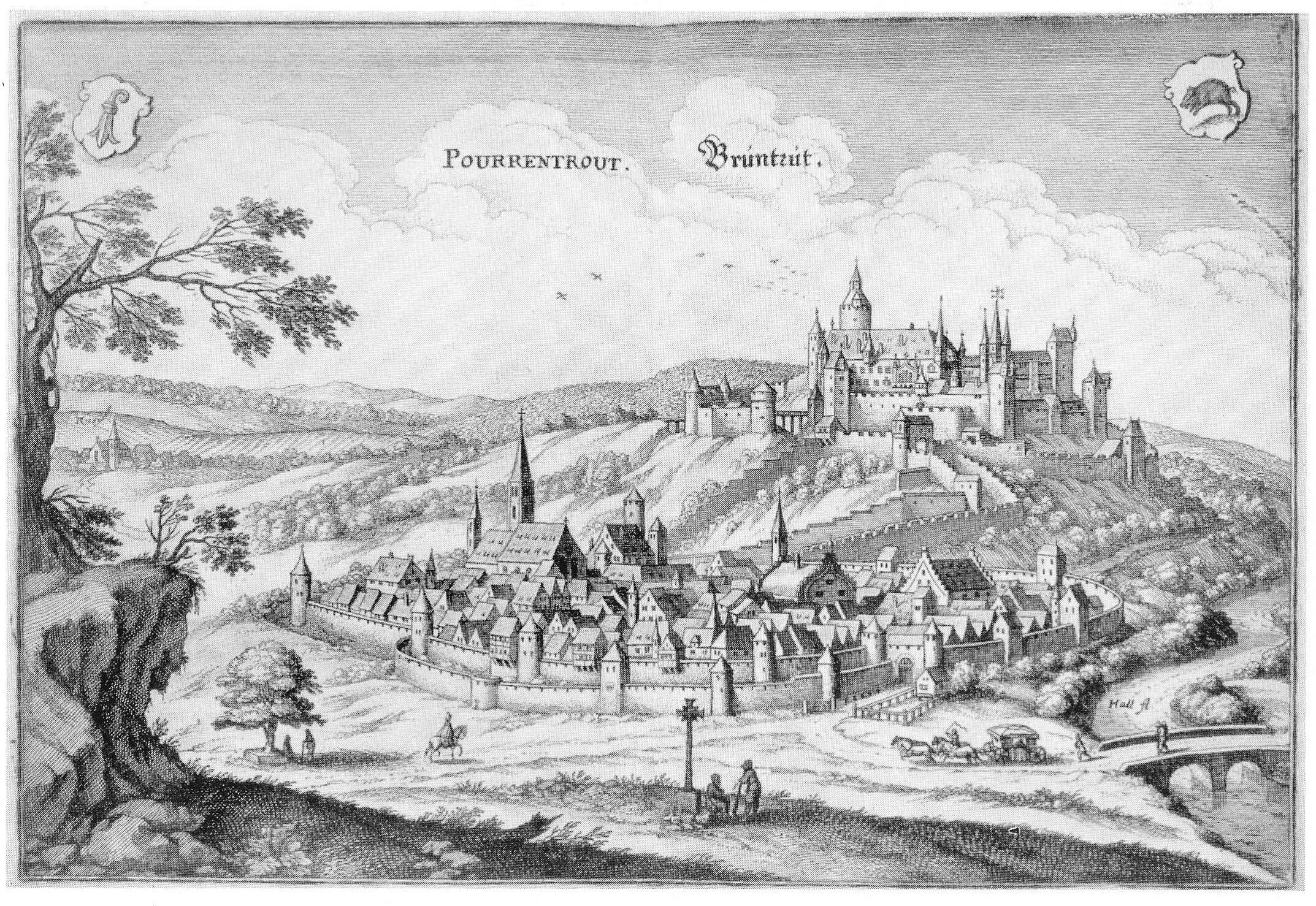
Plan de la ville de Porrentruy au XVIIe siècle.

Territoire vacant entre 1814 et 1815 après la dissolution du département français du Mont-Terrible, l'évêché de Bâle est le sujet de discussions pendant le congrès de Vienne. Les Alliés avaient, en 1814, offert le territoire à Berne, mais le Conseil souverain de ce canton avait décidé le 31 mars 1814 de le « refuser péremptoirement et pour toujours » ; une année auparavant, le canton avait officiellement lancé un appel pressant à ses anciens sujets de Vaud et d'Argovie pour qu'ils reviennent dans son giron et voulait, par ce refus, montrer sa fermeté. Ce fut peine perdue : le congrès de Vienne va lui attribuer l'ensemble de l'ancien diocèse (à l'exception des deux communes de Birseck et de Pfeffingen qui sont attribuées à Bâle) ainsi que la ville de Bienne et les villages environnants. 
L'acte final du congrès, quant à lui, précise dans l'article 77 que « Les habitants de l'évêché de Bâle et ceux de Bienne réunis aux cantons de Berne et de Bâle, jouiront à tous égards, [..] des mêmes droits politiques et civils dont jouissent et pourront jouir les habitants des anciennes parties desdits canton ». Cette égalité de droits politiques est assurée par l'acte de Réunion, signé à Bienne le 14 novembre 1815 et qui découpe l'ancien évêché en cinq bailliages. Bien que la population francophone des territoires jurassiens représente alors environ un cinquième de la population totale du canton, l'allemand est alors remis en vigueur, à tel point que des pétitions seront signées dans la région en 1830 pour demander la reconnaissance du français comme « langue nationale » du canton de Berne.
Si la région et la ville de Bienne, après avoir espéré former un nouveau canton, se satisfont progressivement de leur incorporation bernoise, la population francophone et catholique du nord va, par contre, développer une « espérance nationale » qui débouchera, à la suite de la question jurassienne, à la formation du XXIIIe canton au milieu du XXe siècle.

#### La perte de la Valteline

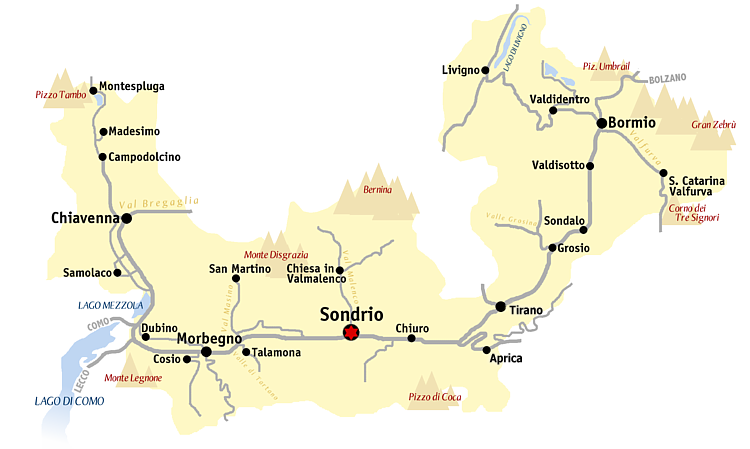
Plan de la Valteline.

Dans le même temps où le congrès de Vienne confirme les territoires du Valais, de Genève, Neuchâtel et du Jura comme faisant partie de la Suisse, les délégués européens lui suppriment la ville de Mulhouse, jusqu'alors alliée au même titre que Genève, et surtout la région de la Valteline, malgré les pressions du canton des Grisons qui réclame ce territoire. La décision finale d'attribuer cette région à l'Autriche, est principalement prise à la suite du refus des autorités grisonnes protestantes de considérer sur un pied d'égalité leurs nouveaux concitoyens italophones et catholiques. La solution, un temps évoquée, de transformer la Valteline en nouveau canton tout en dédommageant financièrement les Grisons ne va finalement pas être retenue, à la suite de l'intervention de Talleyrand qui propose de relier la décision concernant le sort de la vallée à celle concernant les différends entre l'Autriche et l'Italie : le territoire est finalement attribué au royaume lombard-vénitien. La Diète fédérale, peu désireuse de voir la création d'un nouveau canton catholique après celui du Valais, risquant ainsi de compromettre l'équilibre confessionnel dans le pays, n'insiste pas.

#### La campagne de Franche-Comté

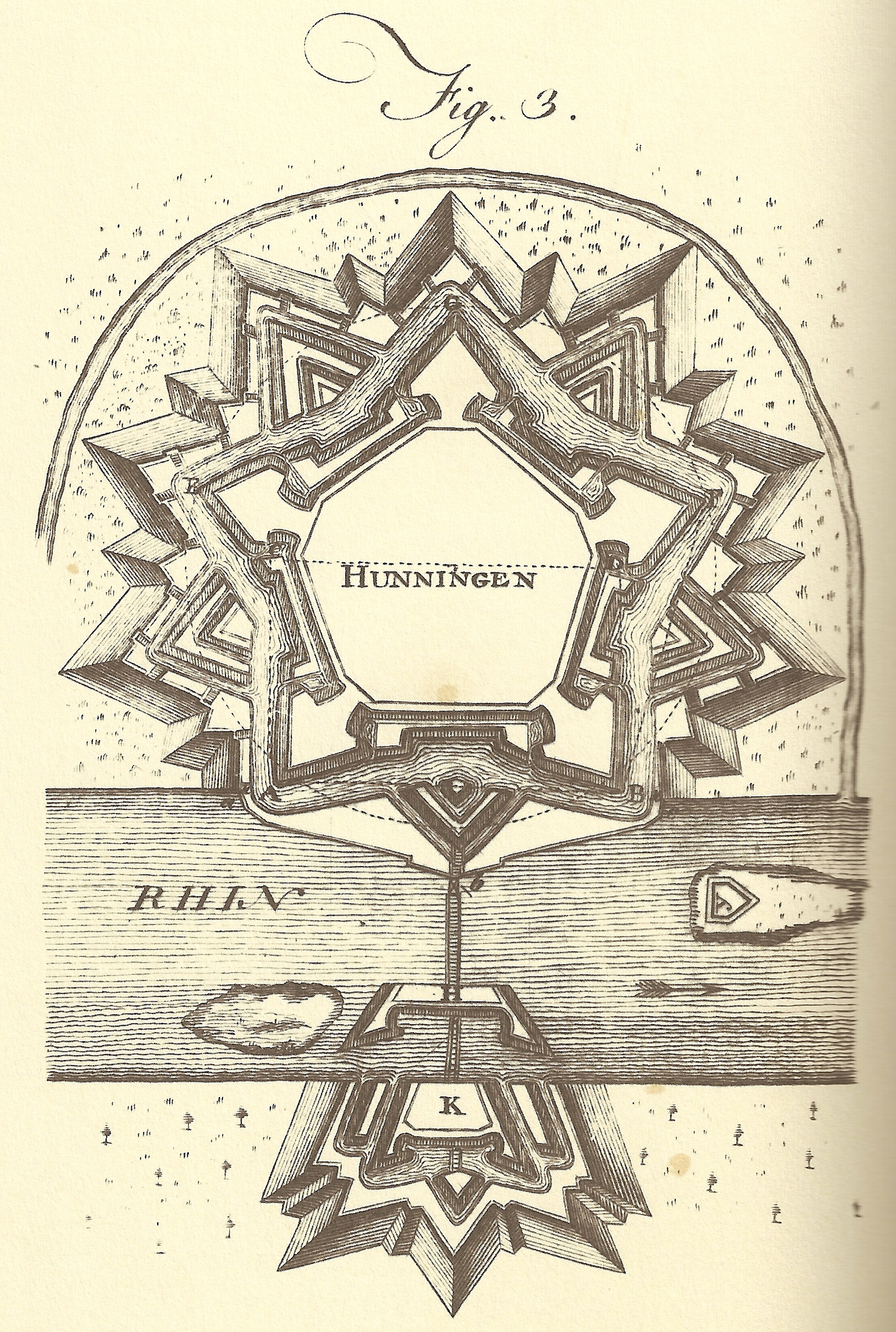
Plan des fortifications de Huningue.

Lors du retour de Napoléon de l'île d'Elbe en mars 1815, la Confédération abandonne sa neutralité pour se ranger du côté des alliés européens. La Diète, à l'exception des cantons de Vaud et de Bâle, autorise le 20 mai 1815 les armées autrichiennes à traverser son territoire et mobilise son armée, forte de 20 000 hommes sous le commandement de Niklaus Franz von Bachmann alors âgé de 75 ans pour protéger les frontières entre Bâle et Genève, en face desquelles se trouve l'armée des Alpes du maréchal Suchet. Les deux armées se font face jusqu'en juin, période pendant laquelle les troupes suisses passent à 40 000 hommes et 108 canons, chiffres encore jamais atteints dans une mobilisation.
Le 28 juin 1815, soit six jours après l'abdication de Napoléon, l'artillerie de la forteresse de Huningue, tenue par les Français, bombarde sans avertissement la ville de Bâle. En représailles, le général de l'armée suisse qui a reçu de la Diète l'autorisation de s'avancer, en cas de besoin, au-delà des frontières du pays, pense favoriser les négociations menées par la Confédération à Vienne et ordonne le 3 juillet à son armée de pénétrer en Franche-Comté, officiellement pour pourchasser des corps francs ; l'armée confédérée va avancer jusqu'à Pontarlier et Saint-Hippolyte (Doubs) avant que des difficultés d'approvisionnement et des mutineries ne forcent Bachmann à démissionner le 26 juillet. L'armée est finalement reconduite sur territoire suisse le 31 juillet.
La forteresse de Huningue tombe quant à elle le 26 août devant le siège mené par les troupes autrichiennes commandées par l'archiduc François Ier d'Autriche et auquel une dizaine de bataillons suisses vont participer. Cette aventure de quelques jours est la dernière intervention militaire officielle offensive de troupes suisses à l'étranger.

### Le pacte fédéral de 1815 et l'organisation politique de la Confédération

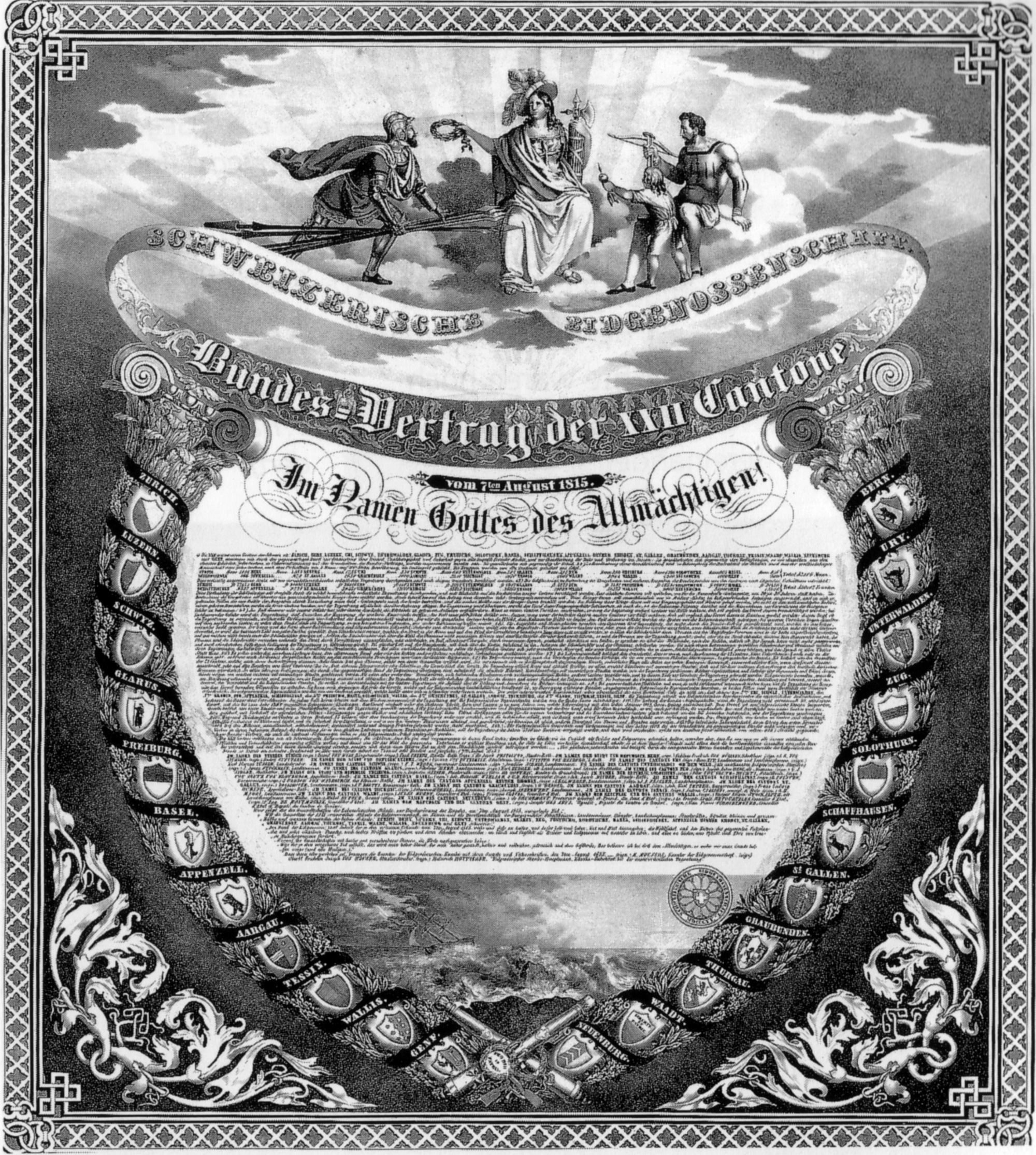
Le Pacte fédéral de 1815.

Pour remplacer l'Acte de médiation, une nouvelle charte fondamentale est rédigée sous le nom de Pacte fédéral de 1815, dont le nom fait référence au Pacte fédéral originel. Adopté, après plusieurs versions successives, le 8 septembre 1814, sous la pression des pays européens, il n'entre toutefois en vigueur qu'en novembre 1815 lorsque les problèmes territoriaux du pays sont finalement résolus. En particulier, les cantons d'Argovie, de Saint-Gall, de Thurgovie, du Tessin et de Vaud créés sous la Médiation, sont confirmés comme cantons souverains malgré le désir de Berne de récupérer l'Argovie et le pays de Vaud, dont l'indépendance est alors défendue vivement par le tsar Alexandre Ier de Russie.
Cette nouvelle organisation politique reprend en grande partie la notion d'alliance d'États souverains (les cantons) telle que définie lors de la Confédération des XIII cantons, sans véritable pouvoir central. Cependant, si la Diète perd alors la plupart de ses prérogatives définies dès l'instauration de la République helvétique, ses décisions sont dès lors prises à la majorité et non plus à l'unanimité comme c'était le cas sous l'Ancien Régime ; en dehors des sessions (annuelles ou extraordinaire), les travaux sont conduits par un directoire (appelé en allemand Vorort) confié alternativement aux cantons de Berne, Lucerne et Zurich. Bien que la Diète appelle les cantons les « membres de l'État fédéral », le pacte de 1815 est considéré comme instituant une confédération d'États, et non une véritable nation ; à l'exception de la politique étrangère, les cantons reprennent en effet leur souveraineté dans la totalité des domaines. De fait, le pays compte alors cinq régimes politiques différents, à savoir : 
- une république aristocratique dans les cantons-ville patriciens de Zurich, Berne, Lucerne, Fribourg, Soleure, Bâle, Schaffhouse et Genève,
- une démocratie directe dans les cantons primitifs à Landsgemeinde d'Uri, de Schwytz, d'Unterwald, de Glaris, de Zoug d'Appenzell Rhodes-Intérieures et Appenzell Rhodes-Extérieures
- une démocratie censitaire dans les cantons de Saint-Gall, Argovie, Thurgovie, Tessin et de Vaud,
- une république fédérale dans les cantons à diète des Grisons et du Valais,
- et enfin une monarchie pour le canton de Neuchâtel.

Le pacte de 1815 corrige cependant une partie des défauts de l'organisation fédérale d'avant 1798, en particulier dans le domaine de la défense. Outre la création d'une véritable armée fédérale et l'attribution à la Diète de pouvoirs spéciaux qu'elle peut invoquer en cas de besoin, le pacte prévoit la possibilité d'une prise en charge fédérale des contingents cantonaux ainsi que celle de former un état-major de six représentants destiné à seconder et aider le canton-directeur.
L'un des principaux problèmes liés au pacte de 1815 est qu'il ne contient aucune disposition sur sa révision, tout comme son prédécesseur l'acte de Médiation, manquement à l'origine de multiples débats dès 1830. Cet état de fait va être relevé en particulier par Alexis de Tocqueville qui décrit la Diète comme « une assemblée délibérante où à vrai dire on n'a aucun intérêt à délibérer où l'on parle non pas devant ceux qui doivent prendre la résolution mais devant ceux qui ont seulement le droit de l'appliquer » et en conclut : « On ne saurait imaginer une combinaison qui soit plus propre à accroître l'inertie naturelle du gouvernement fédéral et à changer sa faiblesse en une sorte de débilité sénile ».

## La Restauration

### Le congrès de Vienne et la Sainte-Alliance

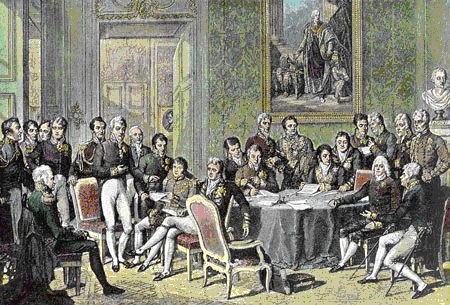
Le Congrès de Vienne en 1815.

C'est finalement le 20 mars 1815 qu'une déclaration commune des puissances européennes est signée sur « les affaires de la Confédération Suisse ». Cette prise en main européenne des affaires suisses, en partie provoquée par l'incapacité des représentants confédérés à parler d'une seule voix (Charles Pictet de Rochemont, a écrit le 13 mars 1815 : « La Suisse est déconsidérée : 1° par les événements ; 2° par ses divisions ; 3° par le personnel de ses gens au Congrès »), se traduit par une mainmise des pays de la Sainte-Alliance, autoproclamés « gardiens de la neutralité suisse, du Pacte fédéral et des constitutions fédérales », sur les affaires intérieures et extérieures du pays qui doit alors s'intégrer dès 1817 dans l'organisation européenne supranationale définie par Metternich. 
Aidés par des éléments intérieurs, tels que Charles-Louis de Haller, dit « le Restaurateur » qui leur envoie régulièrement des rapports sur la situation politique de la Confédération et les invite plus ou moins ouvertement à intervenir, les pays européens vont favoriser l'installation de la Restauration suisse qui, sur le modèle de son homonyme française, va abolir progressivement les idées révolutionnaires et démocratiques transmises par la Révolution française tout en rétablissant la religion comme valeur fondamentale de l'État qui devient alors pratiquement une théocratie dans certains cantons.

### La crise de 1816

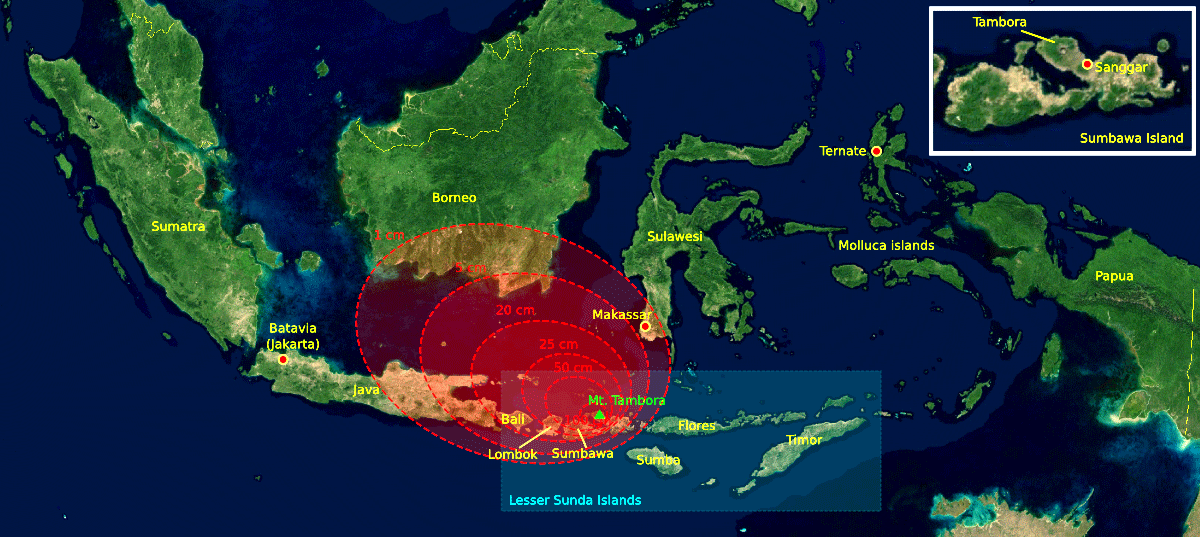
Retombées des cendres lors de l'éruption du Tambora en 1816.

Globalement, la population suisse augmente fortement entre 1810 où sont recensés 1 820 000 habitants (soit une densité de 47 personnes par km2) et 1850 avec 2 393 000 personnes pour une densité de 58 au km2. Cependant, l'année 1816, appelée « l'année sans été » est marquée par un temps exécrable probablement provoqué par l'éruption du volcan du Tambora en Indonésie qui entraîne de mauvaises récoltes dans une grande partie de l'Europe, causant une famine sur l'ensemble du continent.
Cette famine est aggravée d'une part par le stockage intensif réalisé spéculativement par les producteurs et les intermédiaires, dans le but de faire monter les cours et d'autre part par l'obligation faite aux paysans par les autorités des villes de maintenir l'assolement triennal consistant à cultiver successivement du blé d'hiver, puis du blé d'été, puis une jachère de trois ans dans le but d'assurer la collecte des redevances féodales telles que la dîme et le cens basés sur la culture céréalière et assurer l'approvisionnement des villes. Une plus grande liberté de culture, tenant par exemple plus compte des particularités locales, aurait permis de diminuer la fréquence des mauvaises récoltes dans les régions à faible rendement en particulier.
Comme souvent dans ces cas, les premiers touchés par la famine sont les gens sans terre, dépendants du système « argent contre nourriture ». Or, l'argent liquide ne sert à rien lorsque la nourriture vient totalement à manquer. En Suisse, c'est la région de Glaris qui est la plus touchée : les descriptions des gazettes montrent « des squelettes d'hommes [qui] dévorent les mets les plus dégoutants, des cadavres, des orties, des aliments même qu'ils disputent aux animaux. ». La Diète, devant l'avancée de la famine, va déclarer l'état d'urgence et va publier plusieurs informations sur la manière de distinguer des plantes empoisonnées d'autres comestibles, afin d'éviter que les gens ne mangent n'importe quelle plante qu'ils trouvent.
Afin de fuir la famine et ses conséquences, de nombreuses personnes quittent le pays en 1819 pour émigrer en particulier aux États-Unis et au Brésil, rejoignant dans le Nouveau monde de nombreux émigrants qui fondent successivement New Vevay dans l'Indiana en 1803, Nova Friburgo au Brésil en 1819, New Switzerland en Illinois en 1831, New Glarus en 1845 dans le Wisconsin. Plus tard, les Suisses s'établiront en masse en Uruguay, où sont fondés Nueva Helvecia en 1861 et Nouvelle Berne en 1869 et en Argentine dans la province de Santa Fe de 1857 à 1890.

### Développement économique et technologique

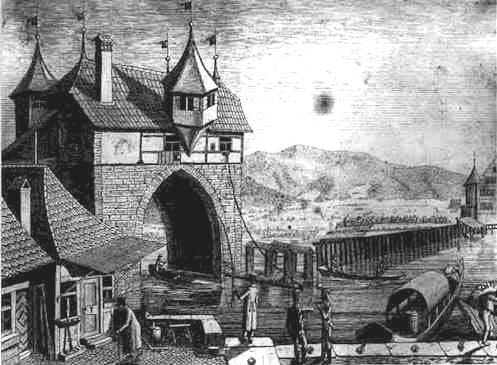
Le port de Zurich en 1820.

Bien que Victor Hugo écrive, dans la seconde moitié du XIXe siècle, que « Le Suisse trait sa vache et vit paisiblement », la réalité économique du pays est cependant bien différente : si le secteur primaire est encore le plus important devant les secteurs secondaires et tertiaire, son rôle de principal employeur du pays tend à décroître progressivement au fur et à mesure que l'industrie prend un poids de plus en plus important. Dans la première moitié du siècle, les métiers agraires perdent ainsi 8,4 points, passant de 65,8 % à 57,4 %, alors que l'industrie et les services gagnent 6,2 et 2,2 points.
L'agriculture reste tout de même, et très largement, la principale activité économique du pays. Pendant la période de la Restauration, elle profite à la fois d'une main d'œuvre abondante et bon marché, ainsi que des travaux d'agronomes tels que le baron Elie-Victor-Benjamin Crud ou Charles Pictet de Rochemont qui introduit la culture du maïs dans le pays. Les pouvoirs publics interviennent également en soutenant financièrement des travaux d'assèchement de marais et de correction de cours d'eau dont le plus important, celui de la correction de la Linth, prend 18 ans. Les terres ainsi gagnées profitent également aux éleveurs qui abandonnent progressivement le mouton pour le porc qui, à la suite de différents croisements en particulier avec la race anglaise, devient plus résistant.

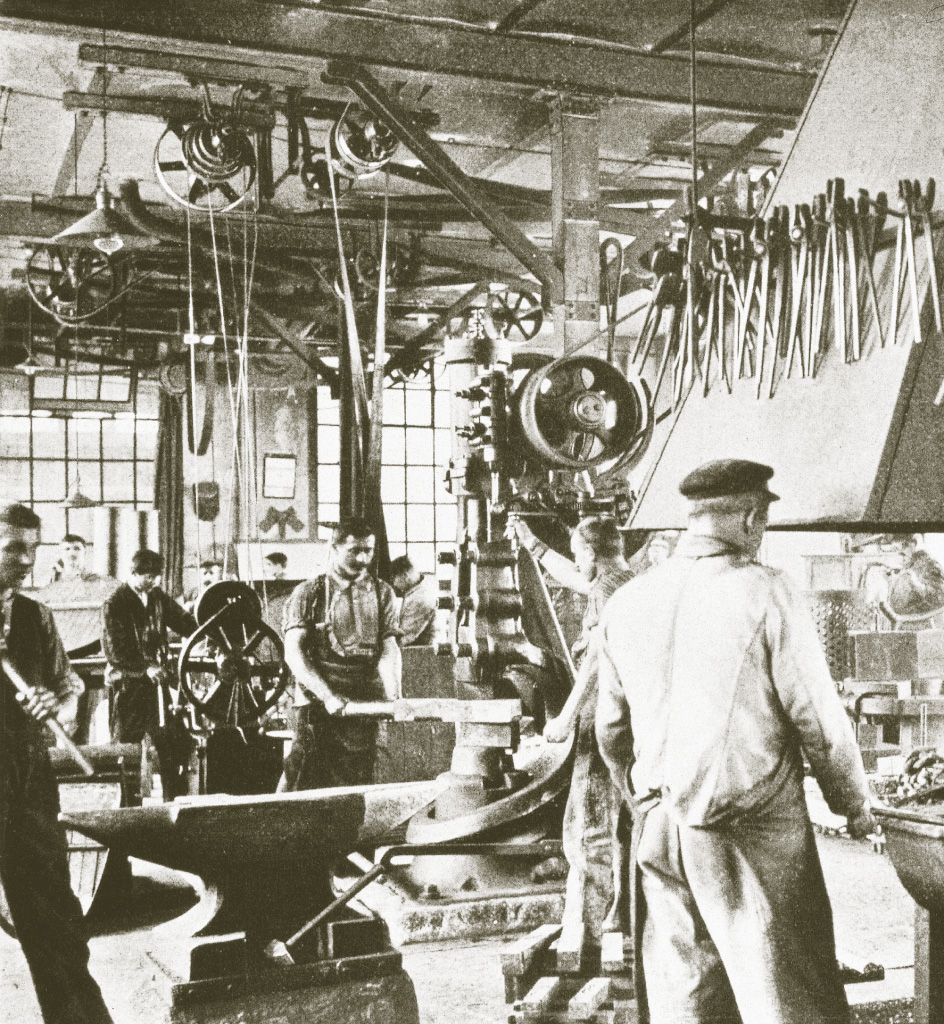
L'usine Ammann à Madiswil en 1869.

Malgré sa taille restreinte, la Confédération des XXII cantons est l'un des rares pays européens à pouvoir rivaliser avec la Grande-Bretagne pendant la période comprise entre 1800 et 1850 sur le plan de l'industrialisation, et ceci grâce à la fois à une main d'œuvre bon marché et à une capacité du domaine industriel à l'autofinancement, rendu indispensable par le manque d'enthousiasme des banques à placer leurs capitaux dans ce secteur, alors particulièrement sensible aux crises sociales, politiques ou économiques. L'industrialisation du pays ne s'opère pas de manière constante et également répartie sur le territoire : les régions pré-industrialisées de l'ouest du pays (de Genève à Bâle) ou du triangle formé par les cantons de Zurich, Saint-Gall et de l'Argovie sont les premières bénéficiaires de l'abolition du système corporatif et de la mise en place de la liberté de commerce par la République helvétique : le reste du pays devra attendre 1848 et la création de l'État fédéral pour connaître un développement comparable. Entre 1818 et 1830, les principaux secteurs industriels qui feront la renommée du pays dans les décennies suivantes sont déjà présents : de l'ouverture, à Uitikon en 1818 de la première fabrique chimique du pays, à la création, l'année suivante, de la première fabrique moderne de chocolat à Vevey par François-Louis Cailler, au lancement du Guillaume Tell, premier bateau à vapeur à naviguer sur le lac Léman en 1823 ou encore à la tenue, en 1828 à Genève, de la première exposition horlogère. Dès 1843, l'association industrielle suisse qui regroupe les industriels de plusieurs cantons, milite en faveur de plus de libéralisation et d'une importante modernisation du système économique national.

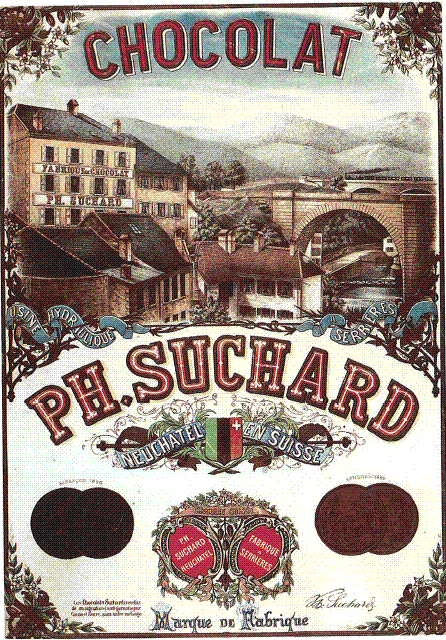
Affiche pour le chocolat Suchard en 1862.

Enfin, le secteur des services connaît, entre 1800 et 1850, une progression relative de 83,3 % alors que le nombre de personnes employées de ce secteur passe, pour la même période, de 60 000 à 110 000. Les principales activités dans ce secteur deviennent ainsi, outre le commerce, les transports, les communications et le crédit.
Au début du XIXe siècle, la Suisse est l'un des pays d'Europe ayant le plus de liens commerciaux avec l'extérieur : la petitesse du pays, son manque de matières premières ainsi que son surpeuplement relatif en termes alimentaires expliquent en partie l'accroissement de ses besoins : sel et grains sont les principaux produits d'importation alors que les produits d'élevage et les produits manufacturés sont les principales exportations. Les échanges économiques sont toutefois ralentis et compliqués par l'instauration de multiples douanes cantonales et péages ainsi que par la multiplication des systèmes de pesage et monétaires, le franc suisse, mis en place sous le régime de la République helvétique, ayant disparu dès 1803. Une entente partielle est signée en 1822 par 13 cantons et demi sous la forme d'un concordat, appelé le « concordat de rétorsion », dans le but de s'unir pour résister aux mesures protectionnistes mises en place par la France sur les étoffes, le bétail et les fromages. Ce concordat n'atteint pas son but et est finalement abandonné en 1824. Quelques années plus tard, ce sont les Zollverein allemands de 1829 et 1833 qui sont la cause de difficultés d'exportation pour les marchands suisses. 
Le commerce et l'économie sont à l'origine du développement des transports initiés par les cantons après que ceux-ci ont retiré les compétences décisionnelles dans ce domaine aux communes dès 1803. Les routes et les passages des cols font l'objet d'investissements importants, au détriment du chemin de fer : ce n'est qu'en 1844 que le pays se relie au réseau européen avec l'ouverture de la ligne Bâle-Strasbourg dont le premier tronçon sur sol helvétique ne fait qu'1,86 km de long. La première ligne entièrement sur territoire suisse, reliant Zürich à Baden, ne sera inaugurée que le 9 août 1847 ; elle sera alors baptisée Spanisch-Brötli-Bahn d'après le nom d'une pâtisserie originaire de Baden qui pouvait ainsi être livrée rapidement à Zurich.
Enfin, le développement des activités de négoce est aidée par les investissements importants des Britanniques dont l'économie est en avance sur celle du continent et qui découvrent le pays grâce à l'essor du tourisme. Alors qu'en 1800, seules les villes de Genève, Berne et Bâle possèdent une caisse d'épargne, la pratique de l'épargne bancaire va rapidement s'étendre sur l'ensemble du territoire : en 1850, plus de 170 établissements sont répertoriés, dont cinq (dans les cantons de Berne, Vaud, Genève) au bénéfice d'un statut de droit public, présentant un bilan de 104 millions de francs.

### Développement social et de l'éducation

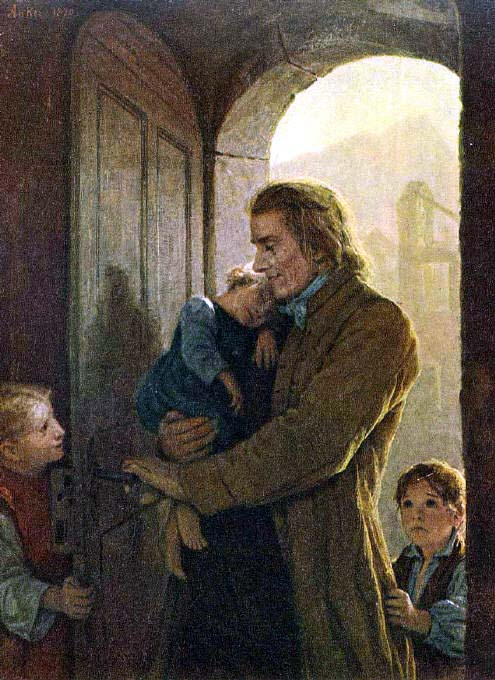
Pestalozzi à Stans, peinture d'Albert Anker en 1870.

Avec l'industrialisation, le pays voit la création d'une nouvelle classe ouvrière dont la situation et les conditions de travail sont difficiles ; plusieurs autorités cantonales légifèrent pour protéger cette nouvelle catégorie socioprofessionnelle, dont en particulier Zurich qui va, dès 1815, édicter les premières mesures en Europe de protection des droits de l'enfant, interdisant l'engagement des enfants de moins de 10 ans ainsi que le travail de nuit jusqu'à 18 ans ; quelques années plus tard, en 1864, le canton de Glaris définit la durée de la journée de travail à 12 heures dans la « loi des fabriques ».
Le monde ouvrier s'organise également progressivement en créant, en 1827 à Genève, la première caisse de secours mutuelle. La même année, une fabrique d'horlogerie de Fontainemelon fonde la première caisse maladie du pays, à laquelle cotise l'ensemble du personnel de l'entreprise. C'est également à cette période que se créent les premières organisations du monde ouvrier suisse telle que la Société du Grütli fondée à Genève en 1838 et dont la devise est alors « Par l'instruction à la liberté » ; ce mouvement ouvrier sera par la suite à l'origine de la Fédération ouvrière suisse, elle-même annonçant la création, en 1864, du mouvement socialiste dans le pays.
Le redressement de l'Église et son retour au premier plan dans les affaires politique va provoquer un affrontement avec l'État pour le contrôle de l'école et de l'instruction. Dans l'optique cléricale, la « Restauration » des valeurs traditionnelles de l'Ancien Régime va de pair avec une école vouée à l'éducation de valeurs éprouvées, dont la légitimité est basée sur l'ancienneté ; dans cette optique, la scolarisation du peuple est un « danger social et le germe de la révolution ». Face à cette vision « obscurantiste », les éducateurs progressistes de l'époque que sont Jean-Henri Pestalozzi, Philippe-Emmanuel von Fellenberg et Grégoire Girard prônent l'obligation et la gratuité de l'école primaire ; en 1820, Girard ouvre à Fribourg une école fondée sur le principe de l'enseignement mutuel alors que Fellenberg ouvre en 1824 le premier institut pour jeunes filles.

### La politique étrangère de la Confédération

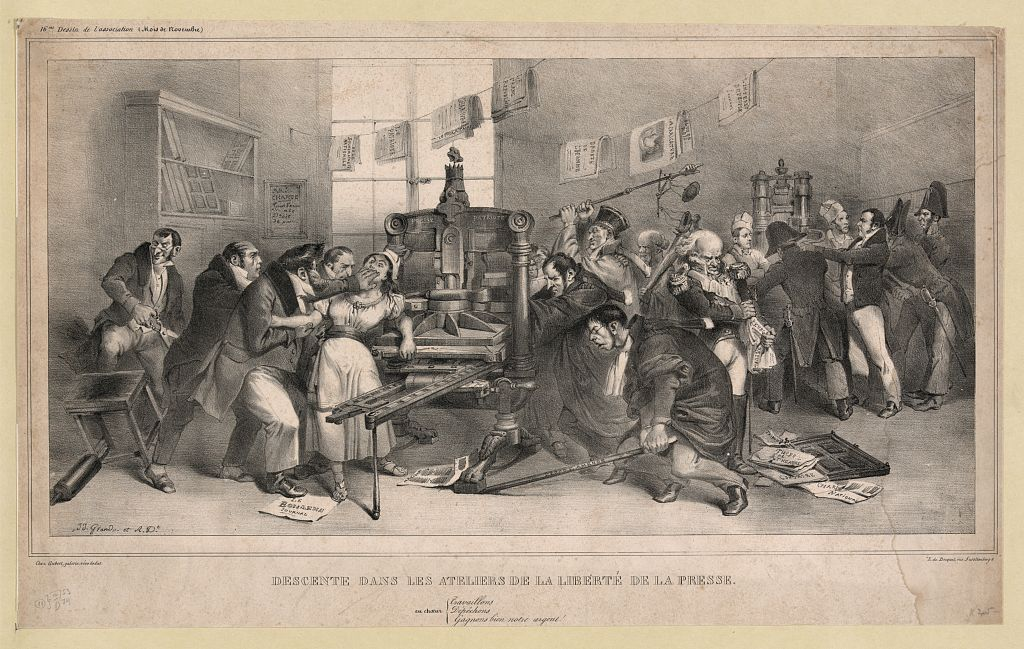
« Descente dans les ateliers de la liberté de la presse », lithographie de Grandville.

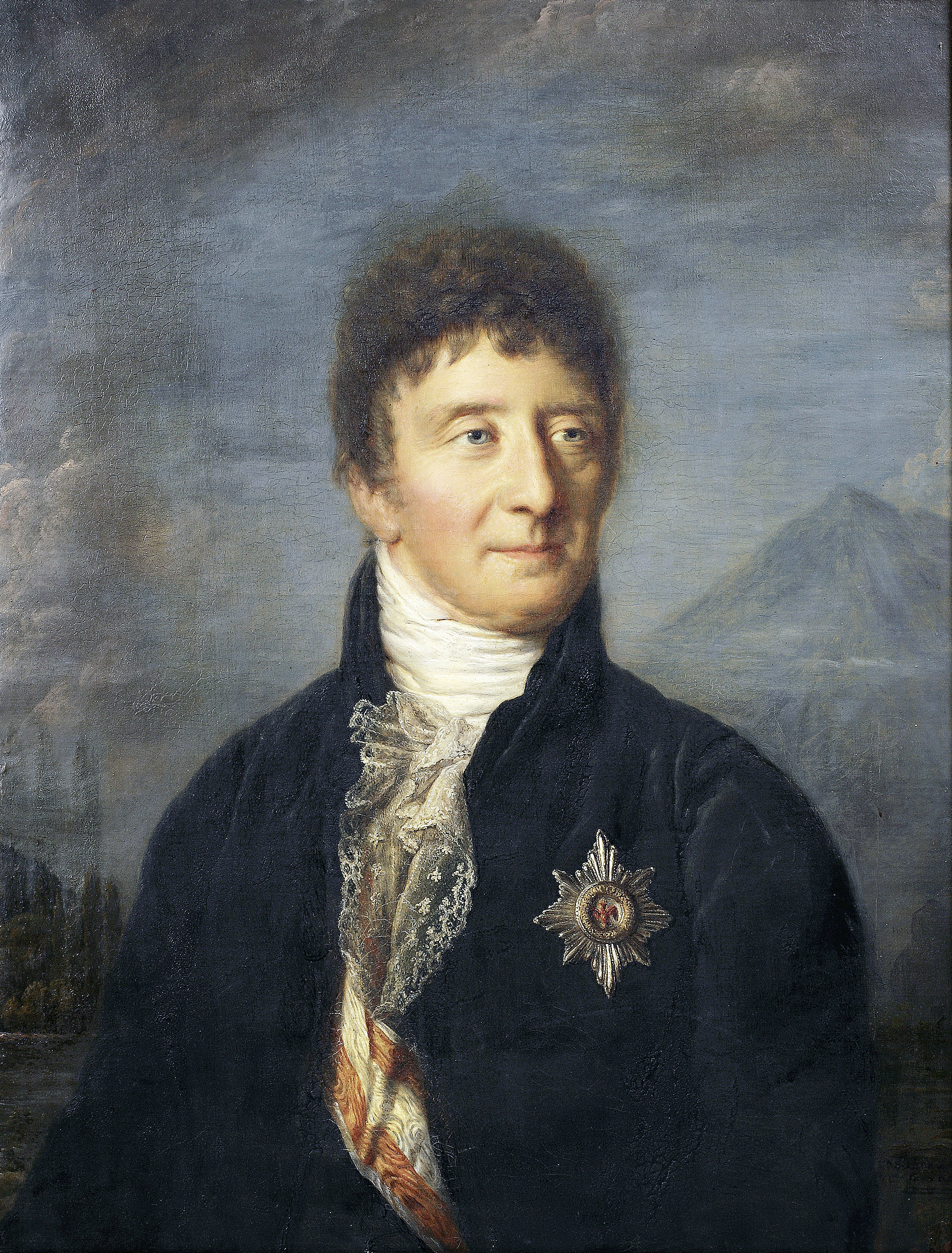
Niklaus Friedrich von Mülinen, successeur de Wattenwyl, est à l'origine de l'abolition du conclusum sur les étrangers.

Dès le début de la Restauration, de nombreux réfugiés politiques venant de France ou d'Allemagne rejoignent la Suisse, au grand mécontentement des puissances européennes qui, selon la lettre envoyée par Metternich à la Diète en 1820, s'inquiètent de l'« activité séditieuse des mouvements révolutionnaires ». Dans cette même lettre, le diplomate rappelle à la Confédération ses responsabilités en tant que membre de la Sainte-Alliance et demande l'expulsion de plusieurs de ces réfugiés. Cette demande, tout comme celle de l'année suivante qui concerne plus particulièrement les ressortissants du Piémont, reste sans effets. Cependant, entre 1819 et 1838 et l'abolition par la Diète du conclusum sur les étrangers, une part importante de l'activité officielle dans le domaine de la politique extérieure consiste à traiter des demandes et plaintes contre les réfugiés.
En 1822, au congrès de Vérone, les Européens s'en prennent à la trop grande liberté de la presse accordée aux journaux tenus par certains réfugiés politiques. Devant l'indécision de la Diète, Metternich menace alors le pays de « perdre ses droits à la neutralité » si elle refuse de tenir compte des demandes des puissances. Le gouvernement, mis devant le fait accompli, prend alors le 14 juillet 1823 une série de décisions connues sous le nom de Conclusum sur la presse et les étrangers qui rétablit la censure généralisée de la presse, supprime certains journaux et ordonne l'expulsion de quelques réfugiés. 
Cette répression va provoquer plusieurs réactions hostiles dans certains cantons où elle est jugée injustifiée. Globalement, le conclusum va renforcer la conscience nationale et provoquer un mouvement réclamant une plus grande indépendance du pays face aux Européens. Outre la création de multiples organisations ou sociétés « helvétiques », « fédérales » ou « patriotiques » et la création en 1841 du Cantique suisse par Johann Josef Maria Zwyssig, cette réaction va se cristalliser dans le quotidien Appenzeller Zeitung, fondé en 1828 par le médecin et maire de la commune de Trogen, Johannes Meyer dans le canton d'Appenzell Rhodes-Extérieures. Ce journal d'opposition démocratique, qui compte plus de 600 abonnés après une année de parution, va devenir progressivement le porte-parole du radicalisme dans lequel la plupart des libéraux de Suisse s'expriment. Conséquence de ce succès ou pas, la Diète abroge le Conclusum en 1829, sans réaction officiellement des pays européens alors plus préoccupés par la lutte pour l'indépendance de la Grèce alors sous domination turque.

### L'affaire Louis-Napoléon

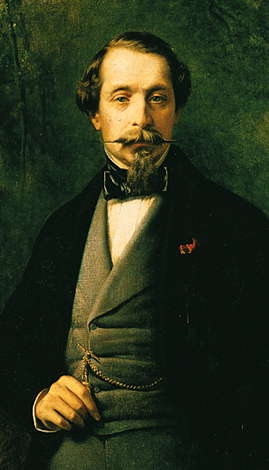
Portrait du prince Louis-Napoléon Bonaparte.

Parmi les différents conflits larvés entre la Confédération suisse et ses voisins, le cas le plus grave est celui avec la France en 1838, provoqué par le prince Louis-Napoléon Bonaparte. Ce dernier, réfugié politique en Suisse depuis 1817 avec sa mère la reine Hortense de Beauharnais, avait été nommé bourgeois d'honneur de la commune de Salenstein, dans le canton de Thurgovie, le 18 avril 1832. Candidat au Grand Conseil cantonal, il avait précédemment effectué son instruction à l'école militaire de Thoune sous la direction du colonel Guillaume-Henri Dufour où il avait obtenu le grade de capitaine d'artillerie.
Le 1er août 1838, le gouvernement français de Louis-Philippe Ier demande, par une note officielle transmise par le ministre Mathieu Molé, l'expulsion du prince de Suisse. La Diète, réunie le 6 août, refuse cette demande, provoquant ainsi la colère du gouvernement français qui mobilise une brigade de 6 divisions pour marcher sur la Suisse. Plusieurs cantons décident de mobiliser leur contingent devant l'avancée des troupes françaises qui atteignent le pays de Gex le 4 octobre. Alors que les deux armées se font face, le prince Louis-Napoléon décide de quitter la Suisse le 26 septembre 1838 pour se réfugier en Angleterre, rendant ainsi caduque la mobilisation militaire qui est abandonnée quelques jours plus tard. Il adresse alors une lettre au gouvernement thurgovien dans laquelle il assure ne jamais oublier « la noble conduite des cantons qui se sont prononcés si courageusement en [sa] faveur ».

## La Régénération

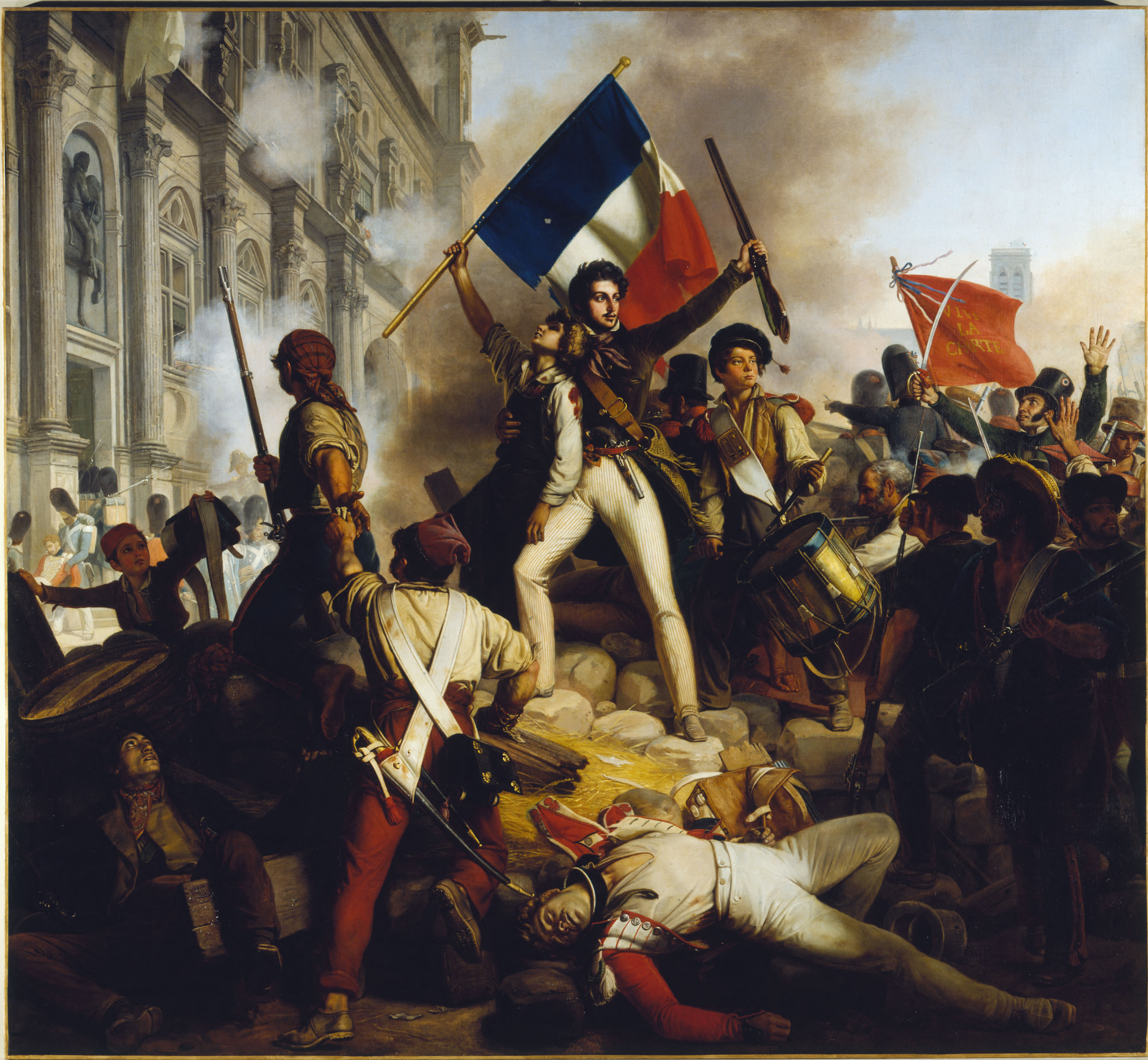
La Révolution de 1830 par Jean Victor Schnetz.

### Les Trois Glorieuses vues de Suisse
Progressivement, la génération ayant vécu sous l'Ancien Régime disparaît pour laisser sa place à celle n'ayant connu que la Révolution et les régimes plus égalitaires qui ont suivi en Suisse. De fait, l'annonce des Trois Glorieuses reçoit, tout comme en Allemagne, en Italie ou en Pologne, un accueil favorable dans le pays où la décision de Louis-Philippe, devenu entre-temps « roi des Français » de supprimer les régiments suisses ayant capitulé pour les remplacer par la Légion étrangère est largement commentée. Plus généralement, le sentiment négatif laissé par l'occupation française de 1789 s'estompe progressivement, contrebalancé par les interventions de la Sainte-Alliance qui fait pencher l'opinion suisse en faveur de la France plutôt que de l'Autriche.
La révolution de juillet de Paris sert de déclencheur pour d'importantes manifestations politiques dans plusieurs cantons : non coordonnées, elles réclament pourtant toutes plus de libéralisme : l'introduction du suffrage universel, l'égalité devant la loi, et la révision des constitutions cantonales sont les principaux thèmes abordés. En parallèle, la défense des libertés du commerce, de l'industrie et surtout de la presse sont également des sujets de revendication.

### La Régénération des cantons

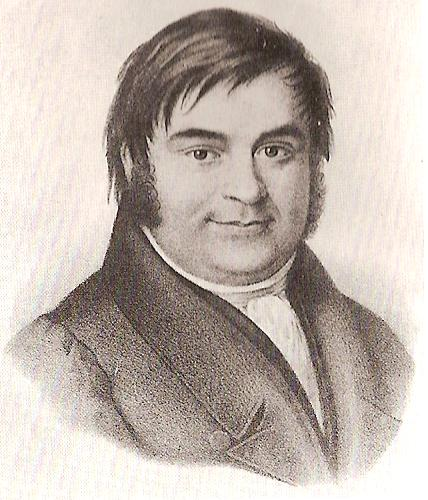
Portrait de Thomas Bornhauser.

Le premier canton à réformer sa Constitution cantonale est celui du Tessin qui procède à une Riforma (réforme en italien) le 4 juillet 1830, soit quelques semaines avant les événements de Paris. Il est suivi par le canton de Thurgovie, premier à se « régénérer », qui voit sa Constitution cantonale modifiée à la suite de l'action du pasteur protestant Thomas Bornhauser. Celui-ci, après avoir publié un manifeste et organisé deux assemblées populaires à Weinfelden sur le sujet, est nommé membre d'honneur du Grand Conseil, les ecclésiastiques n'étant pas autorisés à briguer des mandats politiques. 
Par la suite, un nombre de plus en plus important de cantons vont exprimer leur désir de changement : Zurich lors du mémorial d'Uster le 22 novembre 1830, Lucerne, Saint-Gall, puis Berne et Schaffhouse sont suivis à quelques mois d'intervalle par Vaud et Fribourg. Alors que plusieurs insurrections secouent violemment certaines grandes villes d'Europe telles que Varsovie ou Naples, les révolutions cantonales se passent dans une certaine douceur, la démocratie représentative et le suffrage censitaire remplaçant progressivement les organisations patriciennes. Un témoignage du calme avec lequel se passe la révolution est donné par François-René de Chateaubriand qui, de passage à Berne pour se rendre à Genève, décrit la situation ainsi : « En arrivant à Berne on nous apprit qu'il y avait une grande révolution dans la ville : j'avais beau regarder, les rues étaient désertes, le silence régnait, la terrible révolution s'accomplissait sans parler, à la paisible fumée d'une pipe au fond de quelque estaminet ».
Certains cantons résistent toutefois et s'accrochent à leurs anciennes constitutions. Le cas le plus symbolique est celui de Neuchâtel où les républicains tentent, à deux reprises, de rompre tout contact avec la Prusse pour transformer leur canton en république. La première de ces tentatives, le 13 septembre 1831, voit une troupe de 350 hommes commandés par le lieutenant Alphonse Bourquin se faire enfermer dans le château de Neuchâtel qu'ils venaient de prendre d'assaut ; la seconde, qui prend la forme d'une insurrection le 17 décembre 1831, n'a pas plus de succès. Finalement, la Diète fédérale refuse une demande des royalistes qui, de leur côté, désirent que le canton quitte la Suisse. La situation de la principauté ne changera finalement pas avant 1848.

### Les révisions manquées du Pacte fédéral

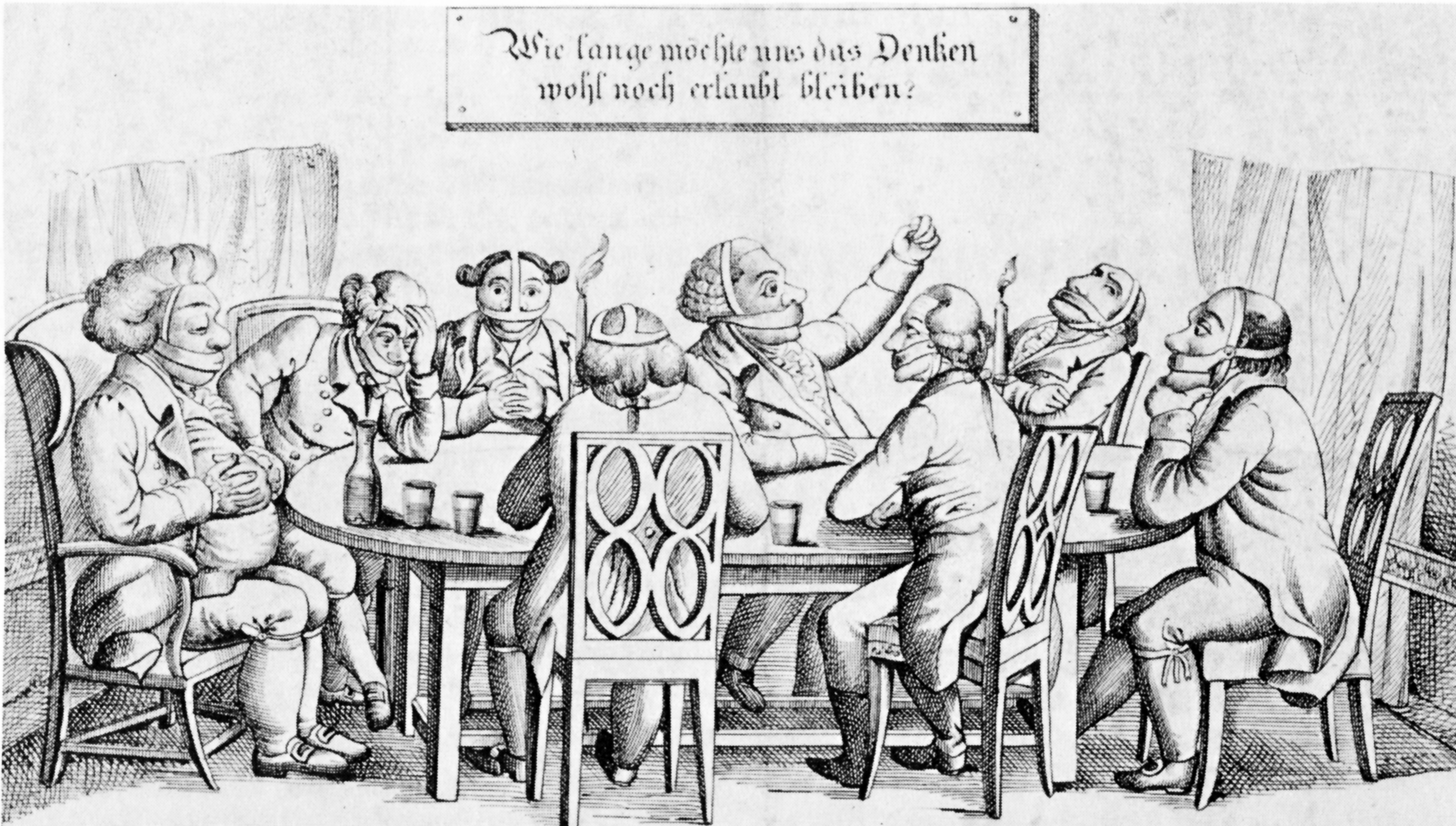
Caricature de la censure sous la Restauration.

À la suite des modifications libérales des Constitutions cantonales, différentes propositions sont faites entre 1831 et 1835 pour modifier le pacte fédéral de 1815 dans la même direction, sans toutefois rencontrer de succès faute de majorité claire.
C'est tout d'abord une proposition de réformation venant du canton de Thurgovie qui est présentée à la Diète de 1831. Devant le succès rencontré par cette proposition, une prise de position formelle est organisée lors de la Diète de Lucerne de l'année suivante : 16 cantons et un demi-canton se prononcent en faveur de la révision. Une commission de 15 membres est alors nommée pour établir un projet d'Acte fédéral présenté le 26 décembre sous le nom de Projet de Lucerne ou « projet Rossi » du nom de Pellegrino Rossi, l'un des deux représentants genevois auprès de la Diète et auteur du rapport présentant les travaux de la commission. Ce projet, qui transforme la Diète en pouvoir législatif, prévoit en particulier la création d'un Conseil fédéral comme pouvoir exécutif et une Cour fédérale en autorité judiciaire.

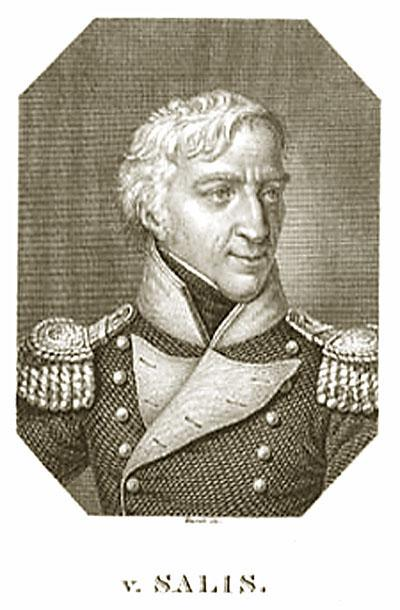
Le général Johann Gaudenz von Salis-Seewis, dirigeant de la confédération de 1833 à 1834, impopulaire à cause de son autoritarisme, met en place une dure censure contre la presse.

Dès mars 1832, sept cantons régénérés, à savoir les trois cantons directeurs de Zurich, Berne et Lucerne accompagnés de Soleure, Saint-Gall, Argovie et Thurgovie, signent un concordat par lequel ils mettent sur place un système séparé d'arbitrage et se garantissent mutuellement leurs Constitutions cantonales par le recours à la médiation, à l'arbitrage, voire à la force si besoin est. Ce « concordat des sept », dont la dissolution était prévue dès la modification du Pacte de 1815, propose plusieurs modifications de celui-ci dans un sens plus libéral. En réaction, les six cantons restaurés de Bâle, Uri, Schwytz, Unterwald, Neuchâtel et du Valais se regroupent dans la « ligue de Sarnen » (en allemand Sarnerbund) en novembre de la même année. Entre ces deux blocs, les neuf cantons restants forment un bloc neutre dont l'alliance temporaire est nécessaire à chacun des deux groupes opposés, aucun d'entre eux ne possédant une majorité à la Diète. Fait notable pour l'époque, les regroupements ne sont marqués ni par des considérations religieuses (cantons protestants et catholiques se côtoient) ni linguistiques. 
Le 12 août 1833, une Diète extraordinaire se réunit à Zurich pour discuter des propositions de modifications du pacte. Les cantons de la ligue de Sarnen refusent alors de siéger, déclarant s'en tenir au Pacte dans sa version actuelle et préférant tenir une diète séparée à Schwytz. Devant ce coup de force, la Diète dissout « l'alliance connue sous le nom de Conférence de Sarnen » en lui reprochant de violer l'article 6 du Pacte et qui somme les représentants des cantons concernés de reprendre leur place au sein de la Diète. Cette décision est rapidement acceptée par les cantons concernés.
Pendant cette diète, le projet Rossi est rejeté par les délégués : qualifié « d'œuvre des doctrinaires des cantons romands » par les suisses-allemands, il est jugé à la fois trop centralisateur pour les cantons conservateurs et trop timide pour les cantons radicaux. Le projet est toutefois amendé et corrigé pour devenir le « projet de Zurich » : moins de centralisation, des pouvoirs moins étendus pour la Diète et le Conseil fédéral, cette proposition est clairement tournée en faveur des cantons qui sont appelés à se prononcer pour le 1er août déjà sur le sort réservé au texte. Le dépouillement des avis, effectué le 28 août, révèle une situation des plus complexes : si trois cantons (Soleure, Thurgovie et Fribourg) acceptent le projet pour autant que douze cantons au total l'acceptent, cette condition est doublée d'une acceptation en votation populaire nationale à Zurich, Berne Schaffhouse et Saint-Gall. Le canton des Grisons n'accepte l'idée qu'à la condition qu'on tienne compte de certains désirs spécifiques. Le projet est accepté à Lucerne par le Grand Conseil, mais rejeté par le peuple, ce qui pousse les Grands Conseils de Glaris et Genève d'ajourner provisoirement la délibération sur le sujet. Les cantons d'Argovie, de Vaud, du Tessin, d'Appenzell, d'Unterwald refusent le projet, alors que les représentants des cantons de Zoug, Schwytz et Bâle-Ville, sans instructions claires de leurs gouvernements respectifs, se tiennent à l'écart des débats. Les députations d'Uri, Neuchâtel, du Valais et de Bâle-Ville, farouchement opposés à toute idée de changement, ne se présentent même pas aux réunions de la Diète sur le sujet. La proposition est finalement repoussée, non sans que quelques députés émettent l'idée de l'élection d'une assemblée constituante par le peuple.
En 1835, si treize cantons et demi signent une déclaration réaffirmant « la nécessité, l'opportunité et l'utilité de la révision du Pacte », mais ne parvient pas à réunir une majorité ni pour donner à la Diète le mandat de cette réformation, ni pour l'instauration d'une Constituante : la situation semble totalement bloquée. Ce ne sera finalement qu'en 1848 que la Diète prononcera sa propre dissolution par treize voix en acceptant le nouveau projet, dit « projet de Berne » du nom de la ville qui devait alors devenir la capitale permanente et définitive du pays.

### Les scissions de cantons
Pendant la période allant de 1814 à 1840, plusieurs affrontement politico-religieux aboutissent à la scission temporaire de trois cantons et définitive d'un autre. 

#### Les scissions de Schwytz, Glaris et du Valais

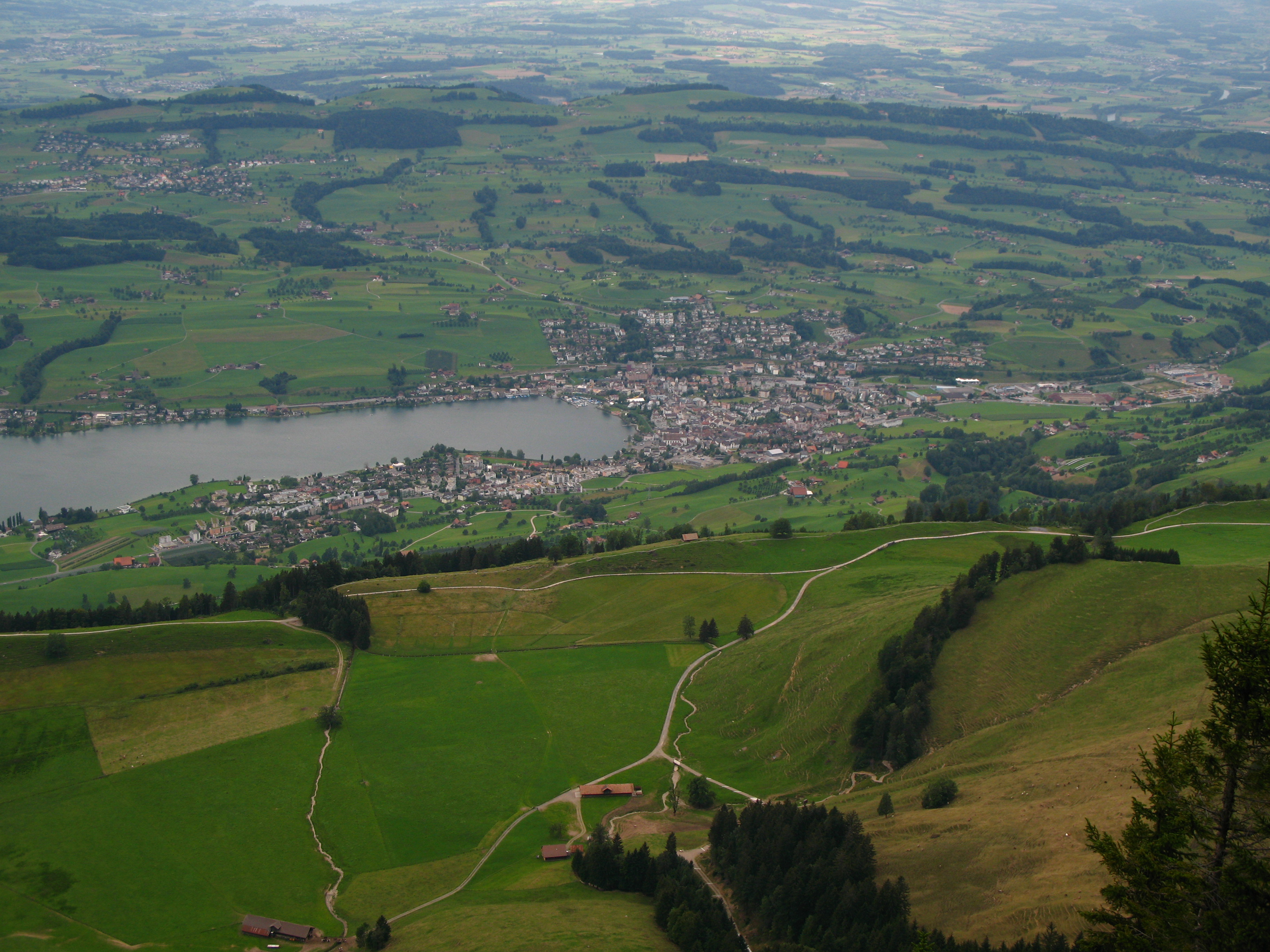
La ville de Küssnacht vue depuis le sommet du Rigi.

Dès 1814, les districts d'Einsiedeln, de Küssnacht et de March, également appelés « districts extérieurs » du canton de Schwytz manifestent des désirs de séparation devant l'inégalité de traitement dont ils sont victimes. Ces revendications prennent la forme d'une demande officielle de réforme constitutionnelle qui est refusée par les autorités cantonales. Devant ce refus, les trois districts s'organisent politiquement et sont finalement reconnus par la Diète le 22 avril 1833 sous le nom de demi-canton de Schwytz-Extérieur, après que les autorités cantonales ont tenté de faire revenir les trois districts par la force, sans succès. La Diète occupe militairement les deux demi-cantons et les force à élaborer une nouvelle constitution commune qui entre en vigueur le 6 octobre 1833 et marque le regroupement et la fin du demi-canton.
Une seconde scission de fait a lieu en 1814 dans le canton de Glaris lorsque les catholiques, qui ne représentent alors qu'un huitième de la population, mettent en place leur propre administration et Landsgemeinde. Cette situation va continuer jusqu'à l'entrée en vigueur de la nouvelle constitution cantonale en 1836 qui institue l'égalité et abolit les deux  Landsgemeinden confessionnelles. Les catholiques résistent pendant quelque temps avant de s'incliner devant la fermeté de la Diète qui fait occuper militairement Näfels et Oberurnen.
Enfin, en 1839, les libéraux prennent le pouvoir par la force à la Diète de Sion à la suite des refus des conservateurs d'accorder l'égalité aux Bas-Valaisans ; ces derniers quittent alors l'assemblée pour fonder un second gouvernement à Sierre qui ne dirige que le Haut-Valais. Alors que la Diète fédérale vote le 11 juillet 1839 l'unité constitutionnelle du canton du Valais, les désirs séparatistes sont de plus en plus visibles à l'intérieur du canton. Ce n'est finalement que le 6 avril 1840, après un affrontement militaire remporté par les troupes du Bas dirigées par Maurice Barman à Bramois, que les députés du Haut reconnaissent le gouvernement de Sion et acceptent la nouvelle Convention cantonale qui définit, entre autres, l'égalité de traitement entre la langue française et la langue allemande qui « sont déclarés nationales ».

#### La séparation du canton de Bâle

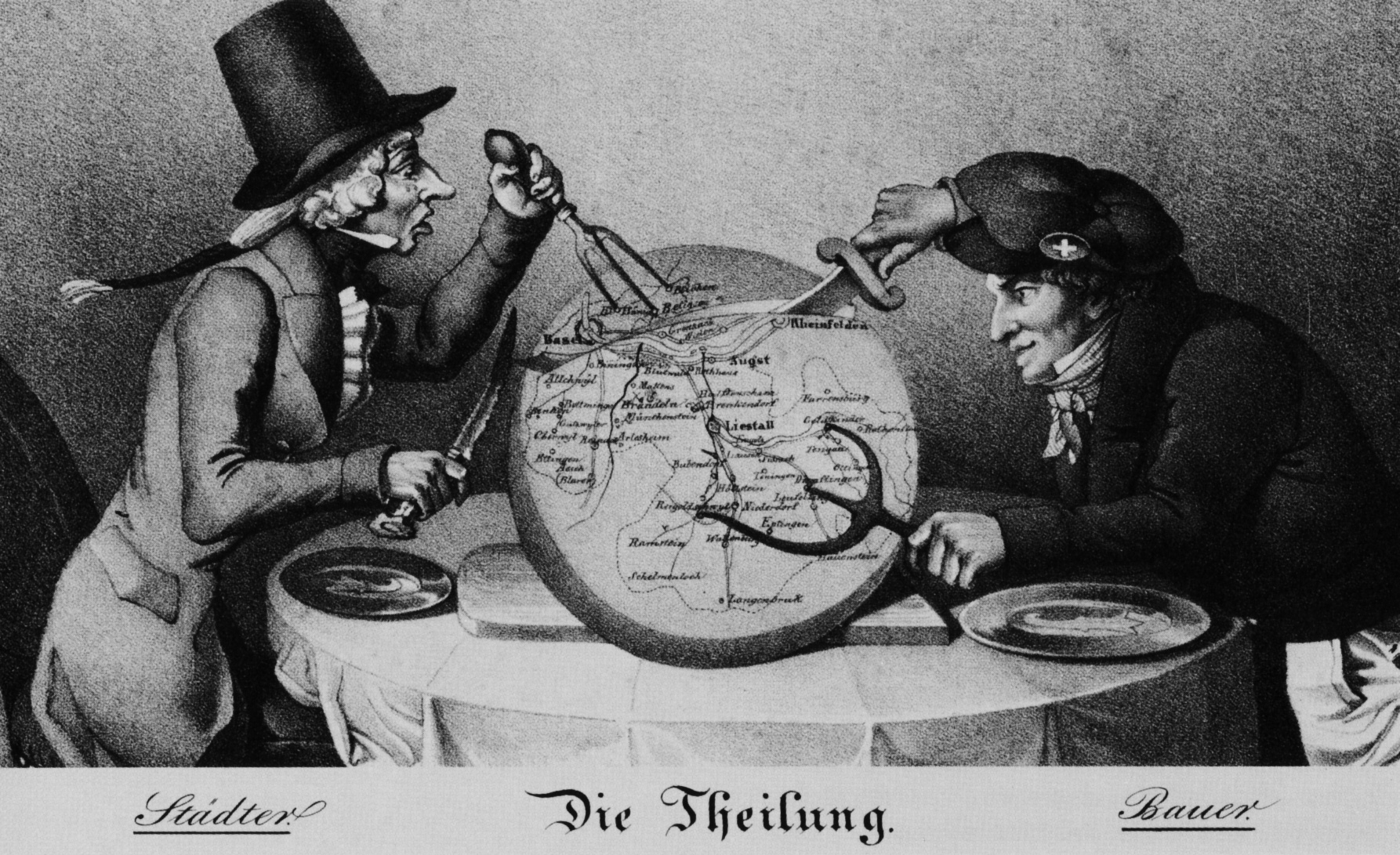
Caricature de 1833 représentant la séparation du canton de Bâle.

À Bâle, comme dans d'autres régions du pays, la Restauration avait rétabli une importante inégalité entre la ville et la campagne, à la grande déception de la population rurale qui avait goûté à l'égalité sous le régime de la République helvétique quelques années auparavant. En 1830, l'avocat Stephan Gutzwiller prend la tête du mouvement de protestation et présente aux autorités une pétition réclamant une répartition des sièges au Grand Conseil selon la population, donnant ainsi de fait la majorité à la campagne, et une répartition plus équitable des impôts. Ces demandes ayant été rejetées, les paysans se révoltent en janvier 1831, forçant la troupe à rétablir l'ordre en occupant Liestal sans effusion de sang. À la suite de cette intervention, les manifestants votent en faveur de la nouvelle constitution cantonale garantie par la Diète ; elle est acceptée le 28 février 1831, bien que jugée insuffisante par la campagne.
Alors qu'un calme relatif est revenu, le procès de Gutzwiller et des meneurs des agitations de 1830 s'ouvre en août et aboutit à des peines sévères qui rallument la colère de la campagne et débouchent sur de nombreux affrontements violents. La Diète fédérale décide alors d'une intervention et sépare les deux parties en septembre : la ville de Bâle est occupée par les troupes fédérales et un médiateur est nommé, sans succès. Une votation populaire est organisée le 22 novembre 1831 sur la séparation : boycottée par le parti campagnard, la proposition est refusée par 3 621 voix contre 789. La majorité absolue des voix n'ayant pas été obtenue dans 46 communes campagnardes, le gouvernement décide d'y supprimer l'administration communale en février 1832, provoquant une nouvelle crise qui débouche sur la déclaration d'indépendance des 46 communes sous le nom de Bâle-Campagne, dont la constitution est approuvée par les électeurs le 4 mai.
Les affrontements continuent entre les deux entités, dont les limites géographiques sont complexes et mal définies, de nombreuses communes appartenant officiellement à l'un des deux bords comptant une forte minorité de l'autre. Des combats ont lieu à Gelterkinden le 6 avril et à Pratteln le 3 août : dans les deux cas, les troupes de la ville sont battues. La Diète fédérale va finalement statuer le 26 août 1833 en prononçant la séparation du canton de Bâle en deux, sans toutefois augmenter le nombre de cantons : les deux entités de Bâle-Ville et Bâle-Campagne deviennent ainsi des demi-cantons avec une demi-voix chacun.

### Jeune et Vieille Suisse

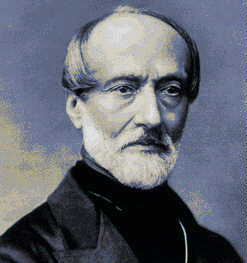
Portait de Giuseppe Mazzini.

Le 15 avril 1834, sous l'impulsion de l'italien Giuseppe Mazzini, sept Italiens, cinq Allemands et cinq Polonais fondent à Berne l'association de la Jeune Europe pour fédérer différentes associations européennes nationalistes anti-française et anti-autrichienne sous la devise « Liberté - Égalité - Humanité ». En 1835, Mazzini fonde la Jeune Suisse sur le même modèle et qui préconise l'abrogation du pacte de 1815 et son remplacement par une constitution.
Après avoir lancé sa propre gazette également appelée La Jeune Suisse à  Granges dans le canton de Soleure, puis à Bienne jusqu'en 1836, Mazzini est expulsé du pays à la suite des demandes répétées de Metternich. Plusieurs sections cantonales du mouvement existent alors, dont celle du Valais, créée à Monthey et rendue publique en 1839.
En réaction à cette vision individualiste radicale et protestante, les conservateurs, principalement suisse-allemands, défendent une vision plus traditionnelle et communautaire de la liberté comme l'exprime un écrivain uranais en 1862 : « Faire n'importe quoi, ce n'est pas la liberté ». Toujours en Valais, une Vieille Suisse, défendant l'évêque et les conservateurs, est fondée en réaction au mois d'avril 1843 et publie la Gazette du Simplon pour propager ses idées violemment anti-radicales : cette doctrine sera même qualifiée d'« utopie radicalo-communiste », relayant ainsi l'idée répandue parmi les conservateurs selon laquelle les chefs du mouvement radical sont directement liés au communisme. 
Cette situation finit par déboucher sur plusieurs incidents entre les deux mouvements qui culminent le 19 mai 1844, au  pont du Trient, où les affrontements font 70 morts et voient la victoire des conservateurs qui imposent une nouvelle constitution cantonale.

## La crise du Sonderbund

### Premières tensions fédérales

Portrait du pape Grégoire XVI.

Quelques années après les affrontements purement politiques opposant les cantons restaurés aux cantons régénérés, trois affaires provoquent, entre 1833 et 1844, de nouvelles tensions, voire à nouveau la création de deux camps arbitrés par un bloc neutre central. Cette fois-ci cependant, la religion est intimement mêlée à des considérations politiques, exacerbant les deux blocs et provoquant finalement la chute du parti centriste et la bipolarisation du conflit qui progressivement dégénére en guerre civile. 
La première de ces affaires est déclenchée le 30 septembre 1833 par les Landamanns Eduard Pfyffer de Lucerne et Gallus Jakob Baumgartner de Saint-Gall qui convoquent une conférence à Baden dans le but de régler les relations entre l'Église et l'État. La conférence se tient du 20 au 27 janvier 1834 et débouche sur un document comprenant 14 articles dont les principaux émettent le vœu de transformer le diocèse de Bâle en un archevêché, de placer les réunions synodales, les séminaires ainsi que les ordres religieux sous la surveillance de l'État, de limiter la juridiction ecclésiastique sur les mariages, ainsi que de garantir la possibilité de contracter des mariages mixtes, et de limiter le nombre des jours de fête. Ces articles ne sont adoptés que par Lucerne, Saint-Gall, Thurgovie, Argovie, Bâle-Campagne et Zurich et condamnés officiellement par l'Église catholique par l'encyclique du pape Grégoire XVI du 17 mai 1835. Violemment critiqués dans le camp catholique, ils provoquent la création de groupes qui doivent être dissous par les troupes cantonales en 1835 dans les districts de Muri et de Bremgarten en Argovie ainsi que dans le Jura bernois l'année suivante. Finalement, devant l'agitation populaire, les articles sont supprimés par tous les cantons en 1841. En marge de cette affaire, le 2 septembre 1839, plus de 10 000 habitants de la campagne zurichoise marchent sur la ville pour dénoncer le libéralisme et réclamer une plus grande influence de l'Église sur l'école et l'université ; cette mini-révolution, baptisée le Zürichputsch, provoque la chute du gouvernement libéral et son remplacement par un Conseil d'État de tendance conservatrice qui fait sortir le canton du Concordat des sept cantons régénérés.

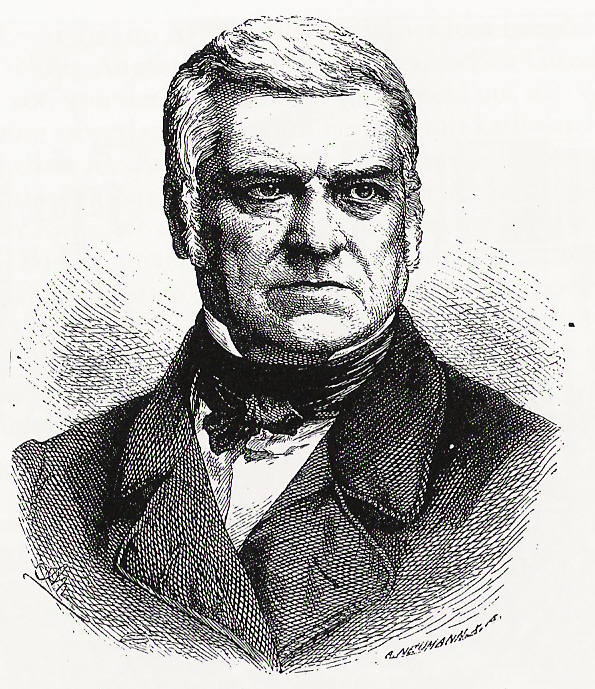
Portrait d'Augustin Keller.

La seconde affaire vient d'Argovie où le Grand Conseil, sous la pression du catholique radical et anticlérical Augustin Keller, ordonne le 13 janvier 1841 la fermeture des huit monastères (quatre masculins et quatre féminins) se trouvant sur le territoire cantonal, en contradiction avec l'article 12 du Pacte fédéral. Cette décision fait alors suite à celles prises en 1835, où le gouvernement avait fait fermer les écoles conventuelles et placé les couvents sous l'administration de l'État. La Diète se saisit de l'affaire et, dans un premier temps, constate la violation du pacte le 2 avril ; elle revient cependant sur sa décision après de nombreuses discussions le 31 août 1843 après que le canton a rouvert les quatre communautés féminines et autorise le gouvernement cantonal à laisser fermées les maisons de moines.
La fermeture des couvents argoviens crispe profondément les cantons catholiques. En réaction, le canton de Lucerne confie officiellement dès 1844 son enseignement supérieur aux jésuites, alors symboles pour les radicaux de la réaction antilibérale et antidémocratique et dont l'expulsion du pays avait été demandée par plusieurs cantons lors de la Diète de l'année précédente, en particulier à cause de leurs liens avec la Vieille Suisse valaisanne et de leur implication indirecte dans le combat du Trient. La décision politique est confirmée par une votation populaire litigieuse : outre le fait que les abstentions soient comptées comme acceptants la motion, le vote est public et non secret. À la suite de cette décision, les deux cantons voisins de Lucerne et d'Argovie s'enfoncent progressivement dans les extrêmes, à savoir l'ultramontanisme pour le premier et dans l'anticléricalisme pour le second.

### Le pouvoir de la presse
Pour la première fois dans l'histoire du pays, la presse prend une part importante dans l'escalade qui conduit à la guerre civile. Le « quatrième pouvoir », comme l'appelle l'écrivain anglais Edmund Burke dès 1787, connaît en effet une croissance constante depuis que la liberté de la presse est garantie par les Conventions et pactes successifs : si plusieurs cantons n'ont pas de feuille d'informations officielle avant 1830, le paysage médiatique helvétique est largement rempli par d'innombrables feuilles éditées par les organes d'opinion et les groupes politiques, qui n'ont souvent qu'une durée de vie éphémère : entre 1798 et 1848, pas moins de 739 publications différentes sont enregistrées, dont la majorité est toutefois constituée de feuilles d'annonces, de revues et de titres de presse spécialisée. 
Alors que les gazettes des cantons régénérés, où la liberté de la presse est quasi totale, combattent férocement et sans aucun contrôle les idées antilibérales, celles des cantons restaurés, à priori soumises à une censure étatique, ne sont pas moins virulentes, prouvant ainsi la responsabilité des gouvernements cantonaux concernés dans l'escalade écrite. De fait, entre 1844 et 1845, le ton monte systématiquement entre les journaux des deux camps, lançant de fréquents appels aux lecteurs qui, malgré le prix relativement élevé dû à l'absence quasi totale de publicité payante, achètent en masse les feuilles d'avis.
C'est progressivement autour de la présence dans le pays des Jésuites que se cristallise l'opposition radicale : considérés comme des facteurs de trouble, ils font l'objet de pétitions lancées par la presse qui réclament leur départ et qui rassemblent, en février 1845, plus de 90 000 signatures sur l'ensemble du pays.

### Les expéditions des corps francs

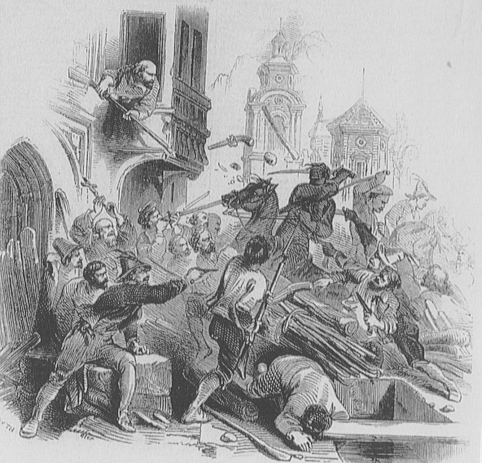
Représentation de la bataille de Lucerne du 8 décembre, parue dans lIllustrated London News.

Devant la crainte de voir Lucerne, l'un des trois cantons directeurs du pays, dirigé par les jésuites, les radicaux argoviens secondés par des alliés politiques et encouragés par l'inertie montée par la Diète fédérale dans cette affaire, montent deux expéditions de guérilla menées par des « corps francs » pour renverser par la force le gouvernement du canton de Lucerne.
La première de ces expéditions a lieu le 8 décembre 1844 et doit être exécutée en parallèle en ville de Lucerne et dans la campagne. Mal préparée, elle se solde par un double échec : la centaine d'hommes réunis en ville de Lucerne est mise en fuite par les soldats des troupes cantonales alors que le millier de francs-tireurs venant des cantons d'Argovie, de Soleure et de Bâle-Campagne, après avoir battu les mêmes troupes gouvernementales près d'Emmenbrücke, se retire faute d'informations sur l'opération menée en ville. À la suite de cette première tentative, le gouvernement lucernois réagit en lançant une vaste campagne d'arrestations et de répression politique et économique provoquant l'exil de nombreux habitants dans les cantons voisins où les manifestations anti-jésuites se font de plus en plus violentes, permettant même aux radicaux de prendre le pouvoir dans le canton de Vaud le 14 février 1845 à la suite d'une révolution.

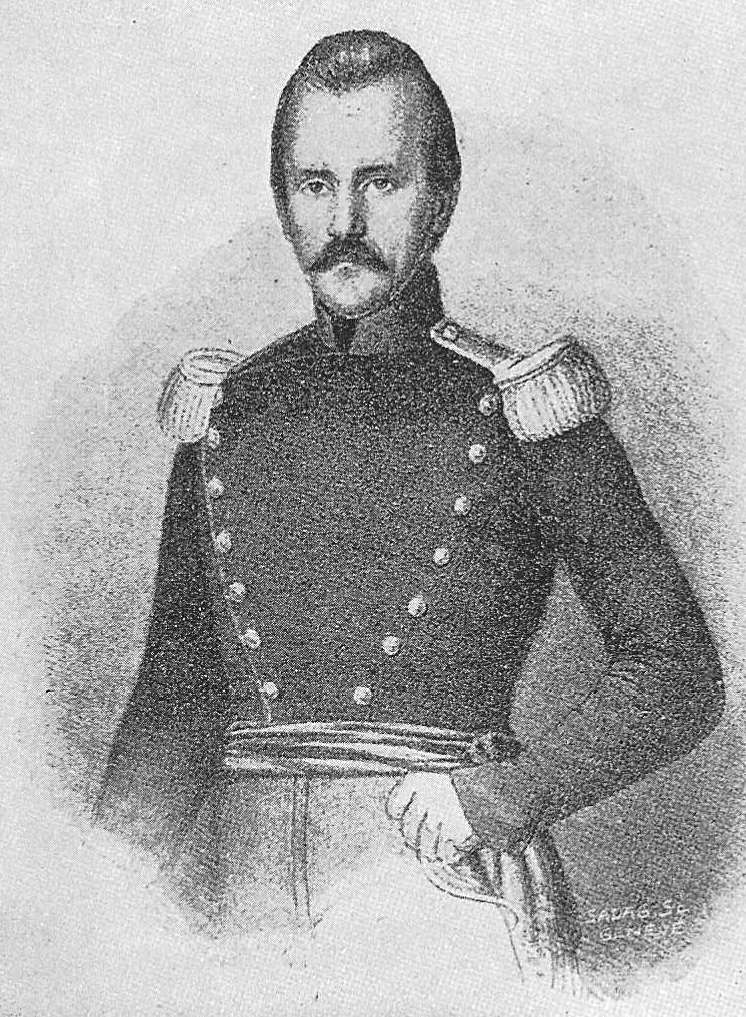
Portrait d'Ulrich Ochsenbein.

La seconde expédition est mieux préparée militairement. Dans la nuit du 30 au 31 mars 1845, environ 3 500 francs-tireurs commandés par Ulrich Ochsenbein partent de Zofingue et d'Huttwil en direction de la ville de Lucerne qui est atteinte dans la soirée. Devant la fatigue de ses troupes et l'obscurité qui s'installe, Ochsenbein prend la décision de remettre au lendemain l'attaque de la ville ; mal lui en prend : un coup de feu accidentel pendant la nuit provoque la fuite désordonnée des corps-francs dont certains tombent dans une embuscade près de Malters. Le lendemain matin, les troupes gouvernementales n'ont plus en face d'eux que quelque 2 000 hommes qui sont rapidement vaincus. 
Outre quelque 120 victimes, 1 778 combattants sont faits prisonniers et enfermés par les troupes officielles dans des couvents. Libérés contre rançon, ils sont ensuite au cœur d'une campagne de presse affirmant mensongèrement qu'ils auraient été maltraités. Les journaux argoviens vont jusqu'à accuser Lucerne de faire du « trafic d'êtres humains », encaissant grâce aux rançons perçues jusqu'à 350 000 francs de l'époque.
Une Diète extraordinaire est convoquée le 30 mars 1845 à la suite de cette affaire : elle condamne les opérations et radie Ochsenbein de son grade et des effectifs de l'état-major. Afin de prévenir de futurs affrontements, un corps d'armée de deux divisions est mobilisé sous la direction de Peter Ludwig von Donatz qui est nommé général ; ces troupes sont échelonnées, à partir du 1er avril et pour un peu plus d'un mois, le long des frontières entre l'Argovie et Lucerne pour la première division et entre Berne et Lucerne pour la seconde.

### Le pacte du Sonderbund

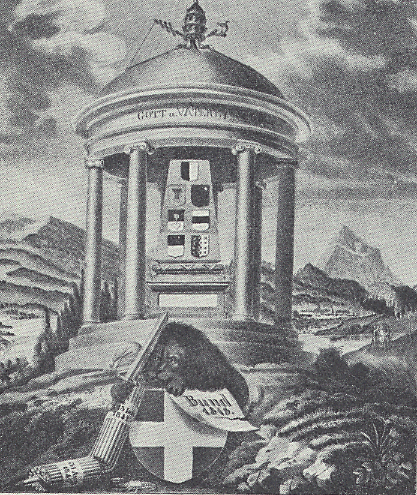
Affiche de propagande représentant les sept cantons du Sonderbund s'érigeant en défenseurs du Pacte de 1815.

À la suite de l'échec des expéditions des corps-francs, les élections dans le canton de Lucerne donnent une victoire quasi totale aux conservateurs. Déjà tendue, la situation dans ce canton devient explosive après l'assassinat le 19 juillet 1845 de Joseph Leu, leader cantonal de la paysannerie catholique qui sera rapidement canonisé par le peuple comme martyr de la cause catholique.
Les 9 et 11 décembre 1845, les sept cantons catholiques de Lucerne d'Uri, de Schwytz, d'Unterwald, de Zoug, de Fribourg et du Valais signent un pacte d'alliance défensive, qui n'est toutefois ratifié par le Grand Conseil fribourgeois que le 9 juin 1846 au terme d'un long débat qui a pour effet de révéler l'existence de ce pacte au public.
L'alliance, violemment condamnée par les régénérés, est baptisée péjorativement par ceux-ci Sonderbund (soit en allemand « alliance séparée »). Pour les signataires toutefois, cette alliance appelée officiellement Schutzvereinigung, soit « alliance défensive », n'a aucun but dissident ou séparatiste : bien au contraire, ses membres se posent en défenseurs du Pacte fédéral de 1815 et de l'unité nationale. La légalité de cette alliance est débattue une première fois à la Diète pendant l'été 1846. Le 4 septembre 1846, une résolution déclarant le Sonderbund incompatible avec l'article 6 du Pacte et devant être dissout, au besoin par la force, est soumise au vote et obtient l'approbation de 10 cantons et demi, soit deux voix de moins que la majorité : outre les sept cantons signataires qui dénient à la Diète la compétence pour se prononcer sur ce sujet, les cantons de Saint-Gall, Neuchâtel, Genève, Bâle-Ville et Appenzell Rhodes-Intérieures ne se prononcent pas sur cette proposition, préférant réserver leur avis : la motion est refusée.
À la fin de l'année 1846, le canton de Genève est le théâtre d'une révolution radicale menée par James Fazy et provoquée par le soulèvement du quartier ouvrier de Saint-Gervais alors que celui de Saint-Gall a, à la suite des élections, changé de majorité pour devenir libéral : la majorité des douze voix et demi est alors acquise à la Diète qui, sur la proposition de Berne présentée par Ulrich Ochsenbein, alors conseiller d'État, se prononce à nouveau sur le même sujet lors de sa session de 1847 avec, cette fois-ci, des résultats différents : le 20 juillet 1847, elle déclare l'alliance du Sonderbund contraire au Pacte fédéral et ordonne sa dissolution ; le 16 août 1847, elle décide de la révision du Pacte et nomme une commission à cet effet et enfin, le 3 septembre 1847, vote l'expulsion et l'interdiction des jésuites sur l'ensemble du territoire national. Les débats sont ensuite suspendus quelques semaines afin que les députés puissent retourner dans leurs cantons respectifs pour y prendre des instructions sur la marche à suivre.

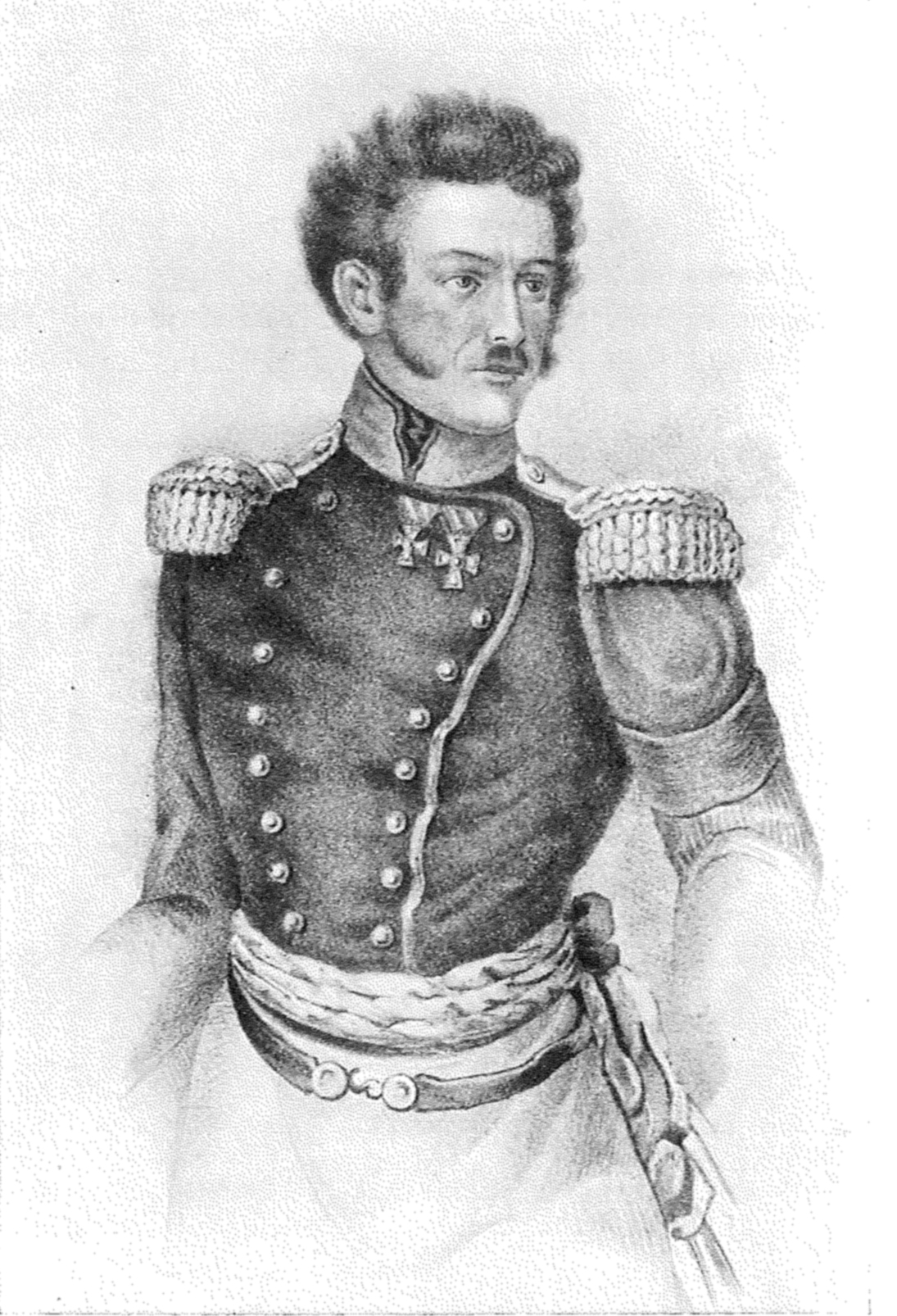
Portrait du général Salis-Soglio.

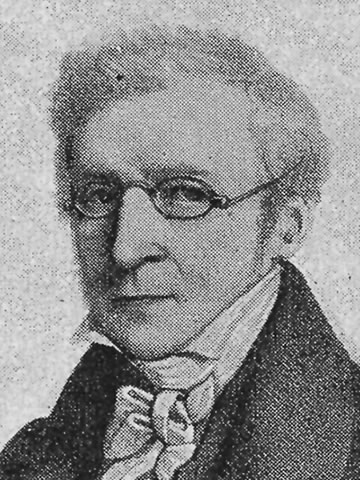
Josef Franz Karl Amrhyn, dernier chancelier de la confédération.

Pendant les six semaines que dure la suspension de séance, la situation va en s'aggravant : plusieurs tentatives de médiations auprès des sept cantons de l'alliance se soldent par autant d'échecs ; ces derniers, qui se préparent à l'éventualité d'un règlement militaire du conflit obtiennent de l'argent et des armes de la part de la France et de l'Autriche qui les soutiennent. Des deux côtés, on mobilise les troupes de réserve et on opère des manœuvres le long des frontières avec les cantons « ennemis ». Lorsque la Diète reprend ses travaux le 18 octobre, elle envoie une ultime délégation qui ne connaît pas plus de succès que ces prédécesseurs. L'armée fédérale est alors mise sur pied et passe à l'élection de son général ; si le nom du colonel fédéral genevois Guillaume-Henri Dufour est rapidement avancé, il faut toutefois près d'une semaine à la Diète pour choisir celui-ci et pour qu'il prête serment, ce qu'il fait finalement le 25 octobre 1846. De son côté, le Sonderbund se cherche également un chef : si plusieurs étrangers sont évoqués comme papables, c'est finalement le grison Jean-Ulrich de Salis-Soglio, neveu de Johann Gaudenz von Salis-Seewis, qui accepte le commandement le 15 janvier 1847
L'année 1847 est marquée par une escalade continue de la violence et des provocations des deux côtés : la nuit du 6 au 7 janvier 1847 voit l'échec d'une troisième expédition de corps-francs menée cette fois-ci contre Fribourg ; trois colonnes regroupant au total plus de 1 000 hommes venant d'Estavayer-le-Lac et de Bulle se dirigent sur la ville, mais se débandent avant de l'atteindre. Dès février, une guerre économique oppose les cantons de Lucerne et de Berne qui s'interdisent mutuellement l'accès aux marchés. Durant l'été et l'automne, plusieurs cargaisons d'armes et de munitions venant d'Autriche et de France et destinés aux Sonderbundiens sont saisis ; la Diète condamne les opérations d'armement du Sonderbund qui sont confirmées par des votations ou des landsgemeinden dans les différents cantons séparatistes, tout en augmentant son propre niveau de mobilisation.

### La guerre du Sonderbund

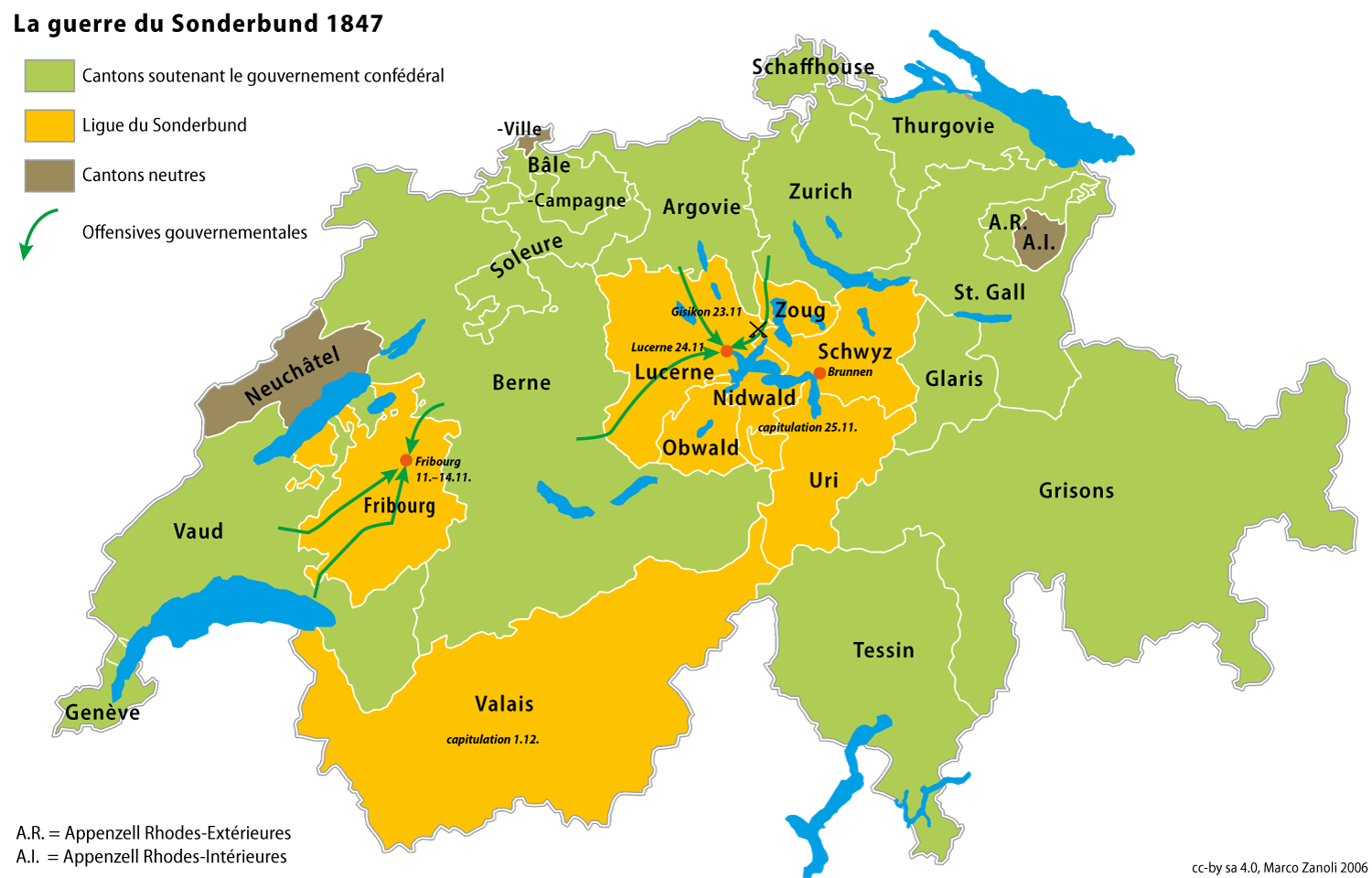
Carte des opérations du Sonderbund.

C'est le 4 novembre 1847, soit cinq jours après avoir ordonné la mobilisation générale de l'arme, que la Diète ordonne l'exécution par la force de l'arrêté sur la dissolution du Sonderbund, déclenchant ainsi la guerre du Sonderbund : pour la dernière fois de son histoire, le gouvernement fédéral suisse déclare la guerre. Les deux cantons de Neuchâtel, majoritairement protestant mais comptant une forte proportion d'habitants catholiques, et d'Appenzell Rhodes-Intérieures à majorité catholique, se déclarent comme neutres et refusent, malgré les pressions, de fournir leur contingent de soldats ; devant les menaces de la Diète et du canton voisin de Vaud, Neuchâtel fait appel au roi Frédéric-Guillaume IV de Prusse qui proclame la principauté « neutre et inviolable » pendant le temps des hostilités. De son côté, Bâle-Ville se fait un temps hésitant avant de finir par céder et de fournir son contingent qui arrive le 6 novembre, soit deux jours après le début officiel des hostilités.
Après un premier mouvement sans importance stratégique des troupes du Sonderbund, et principalement des Uranais, en direction du Tessin, la première opération majeure est déclenchée par Dufour le 9 novembre 1847 contre le canton de Fribourg, géographiquement séparé des autres membres de l'alliance ; les troupes fédérales pénètrent sans résistance dans le canton et parviennent sans combat jusqu'à la capitale où les troupes cantonales, dirigées par le colonel Philippe de Maillardoz se sont retranchées. Le 14 novembre, le gouvernement fribourgeois, répondant à une invite de Dufour, se rend sans combattre et sans consulter Maillardoz en voyant que la ville est encerclée ; le lendemain, une assemblée populaire élit un nouveau gouvernement de tendance radicale.

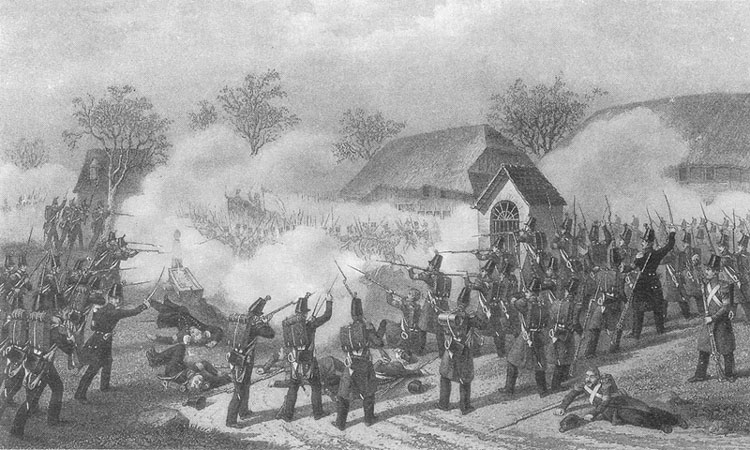
Représentation de la bataille de Geltwil du 12 novembre

À la suite de ce premier succès, le général Dufour se rend à Aarau en passant par Berne pour y préparer l'assaut principal contre Lucerne. C'est là qu'il apprend, le 21 novembre, la reddition de Zoug qui se dote également d'un gouvernement radical. Devant cette nouvelle, le président du conseil de guerre du Sonderbund Constantin Siegwart-Müller évoque pour la première fois en public la possibilité d'une défaite de l'alliance. L'assaut sur Lucerne est lancé par cinq colonnes le 23 novembre 1847 ; l'une de ces colonnes, commandée par Eduard Ziegler, passe la Reuss à la hauteur de Gislikon où l'attendent les troupes du Sonderbund. Cette bataille est la plus longue (2 heures) et la plus meurtrière (37 morts et une centaine de blessés) de la campagne et se solde par une victoire confédérée après que le général von Salis-Soglio a été atteint d'un éclat d'obus à la tête. Devant la nouvelle de la défaite et l'avancée des troupes confédérées, les autorités lucernoises quittent la ville pour se réfugier à Flüelen, puis, par le col de la Furka, en Valais.
Le 24 novembre, après que Dufour a refusé plusieurs offres d'armistice, la ville de Lucerne se rend. Elle est suivie le lendemain par les cantons d'Obwald et de Nidwald, puis le 26 par Schwytz ; le même jour, le canton de Lucerne élit un gouvernement provisoire de tendance radicale qui libère les prisonniers politiques et ordonne l'expulsion des jésuites. Uri le 28 et le Valais le 29 se rendent à leur tour sans combattre, mettant ainsi fin à la dernière guerre civile du pays.

### La victoire des radicaux

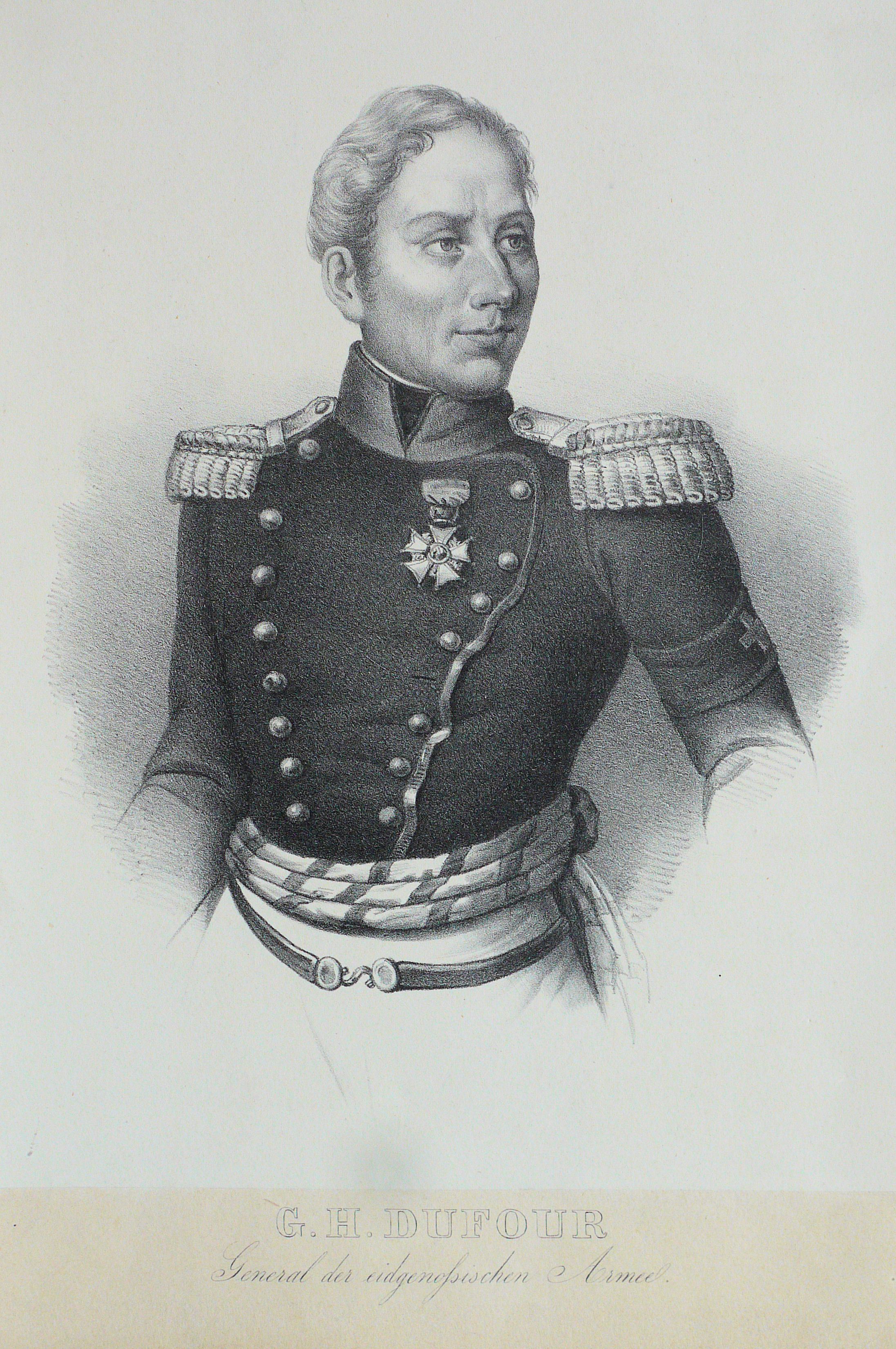
Le général Guillaume-Henri Dufour, mène les libéraux et les fédérés à la victoire contre le Sonderbund.

La guerre du Sonderbund est suivie avec attention par les principales puissances européennes qui sont favorables au camp de l'alliance séparée. Le 30 novembre 1847, une note diplomatique cosignée par la France, l'Autriche, la Prusse, la Russie et l'Angleterre offre la médiation de la France dans le conflit ; la réponse de la Diète, remise à l'ambassadeur de France le 7 décembre, rejette clairement cette offre, arguant que la guerre est terminée, assurant même qu'« il n'y a point eu de guerre entre les cantons ; non, mais l'autorité fédérale compétente a dû recourir à l'exécution armée pour faire respecter ses arrêts ». Alors que l'Angleterre prend simplement acte de la fin du Sonderbund, l'Autriche et la France, inquiètes de la montée du radicalisme en Suisse, tentent d'intimider la Diète en disposant des troupes militaires le long des frontières. Le 18 janvier 1848, une nouvelle note est transmise au gouvernement suisse, signée cette fois-ci par la France, l'Autriche et la Prusse uniquement ; par cette note, les trois puissances menacent d'intervention au cas où les troupes qui stationnent dans les cantons de l'alliance ne sont pas retirées. Cette note, rejetée officiellement par la Diète le 15 février, reste sans effet à la suite du déclenchement à Paris d'une nouvelle révolution qui détourne l'attention européenne des affaires intérieures suisses.
Le gouvernement fédéral radical lance alors un vaste programme de rénovation des instances politiques du pays qui débouche sur une nouvelle constitution fondatrice de l'État fédéral de 1848.